# 京浜急行電鉄
京浜急行電鉄株式会社（けいひんきゅうこうでんてつ、英: Keikyu Corporation）は、神奈川県横浜市に本社を置く鉄道会社である。略称は「京急」（けいきゅう）、「京急電鉄」（けいきゅうでんてつ）。日本の大手私鉄の一つで、東京都区部南部から神奈川県東部の三浦半島にかけて5つの鉄道路線を運営している。
東京証券取引所プライム市場に上場し、大手私鉄では東武鉄道と共に旧安田財閥、旧根津財閥などの系譜および旧：富士銀行（現：みずほ銀行）の融資系列からなる芙蓉グループを構成する企業の一つで、京急グループの中核企業である。

## 概要
東京都区部南部から、羽田空港や、神奈川県川崎市、横浜市を経て三浦半島へ至る鉄道路線を運営している。それに京浜急行バスを加えた交通事業のほか、グループ各社と連携して流通事業、サービス事業、不動産事業なども経営している。これらは直接の収益確保のほかに、特に横浜市以南の京急線沿線地域の定住・交流人口の減少を防ぐことも意識している。
創立120周年を迎えた2018年には、通勤利用者の減少や、東京モノレールやリムジンバスに羽田空港アクセス線が加わり羽田空港アクセスの競合激化が予測されることから、「みさきまぐろきっぷ」「葉山女子旅きっぷ」といった企画乗車券の活用や、三浦市最南端に位置する城ヶ島の再開発などを通して訪日外国人を含む観光客の三浦半島への誘致を強化する経営戦略を表明している。同年5月にはJR西日本グループの日本旅行と提携した。その他、2018年3月には、京急沿線に営業網を持つ湘南信用金庫及び日本保証と不動産事業の空き家対策で提携。同年11月には、神奈川県横須賀市および同市に二軍拠点を持つプロ野球球団の横浜DeNAベイスターズと三者連携協定を結んでいる。2021年には、ヘリコプターによる三浦半島の遊覧飛行に向けてAirXと提携した。
2019年9月には、神奈川県横浜市西区高島一丁目（みなとみらい地区内、横浜高速鉄道みなとみらい線新高島駅と隣接）に、京浜急行電鉄のほか複数のグループ企業（計11社）の本社機能の集約を目的として建設された京急グループ本社ビルが竣工。同年9月17日に品川駅西口の東京都港区高輪から本社を移転した（その他のグループ企業についても同年9月から10月にかけて順次移転）。なお、本社の移転については京急2100形1編成に貼られたステッカーで「横浜駅から この春、新たな感動が始まる」のスローガンとともに告知された。

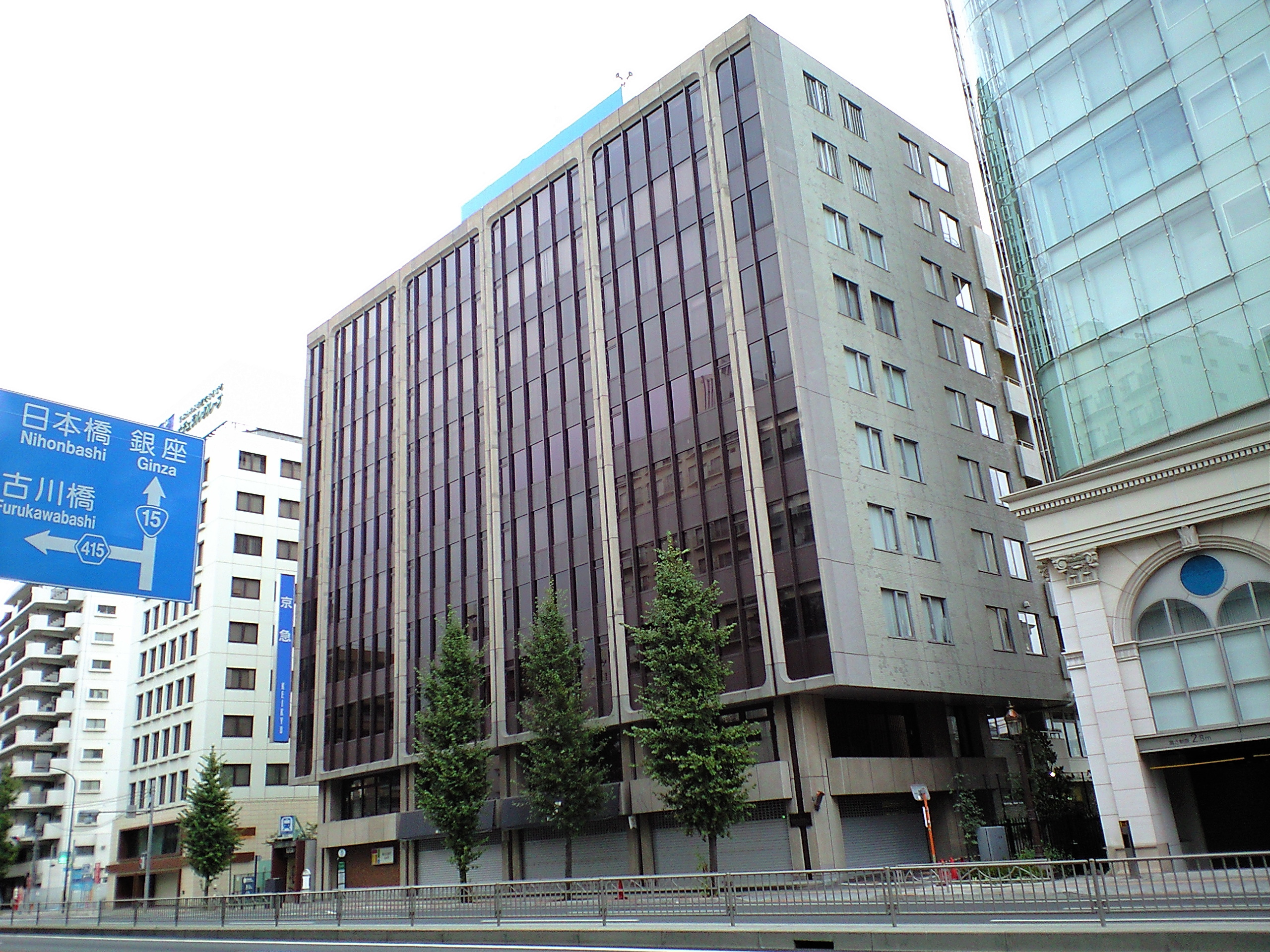
東京都港区高輪にあった旧本社（2010年）

## 社名
かつては「京浜急行（けいひんきゅうこう）」を公式通称、「Keihin Electric Express Railway Co., Ltd.」を英文社名としていたが、2007年（平成19年）12月1日よりポスター・チラシ類などにおいて「京急電鉄（けいきゅうでんてつ）」の名称および新ロゴマーク、2010年（平成22年）10月21日より「Keikyu Corporation」の英文社名を使用開始し、順次変更している。
過去の略称は前身である京浜電気鉄道時代の「京浜」が使われており、1963年（昭和38年）には湘南電気鉄道時代の一部の駅名であった「湘南 - 」を「京浜 - 」に統一させた。しかし、昭和30年代前半から子会社の名前などに「京急」を使うようになり、一時は「京浜」と「京急」の略称が混在していた。次第に「京急」の方が定着していったことから、1987年（昭和62年）6月1日には同年の国鉄分割民営化により発足した東日本旅客鉄道（JR東日本）及び同社が運行する京浜東北線との差別化も意識し、コーポレートアイデンティティ (CI) の一環として、それまで「京浜 - 」としていた10駅の駅名を「京急 - 」に改め、略称を「京急」に統一した。
ただし、「京急」の略称は定着したが、「京急電鉄」という呼び方については完全に定着した訳ではない。東海旅客鉄道（JR東海）は、東海道新幹線上り列車が品川駅に到着する際の乗り換え案内で「京浜急行線」という表現を2023年時点でも使用している。報道機関では、NHKやTBSテレビなどがニュースや交通情報で「京浜急行」と表記することがある。

## 社紋・コーポレートスローガン
大師電気鉄道時代は3本線で円を作ることで川崎、その中に「大」を4つで「ダイシ」（大師）とする社紋を使用し、京浜電気鉄道となった後も継続して使用していた。その後、大東急時代を経て京浜急行電鉄として再出発する際に用意されたのが先代社紋で、社員への募集、会社組合双方からの選考委員による選定の後、杉浦非水による修正によって出来上がった。K、翅、車輪 からなる図案はそれぞれが京浜、急行、電鉄を表している。
現在の社紋は経営の多角化によって従来の社紋が相応しくなくなってきたため、1958年（昭和33年）の創立60周年を契機に変更が検討され、1964年（昭和39年）5月に制定されたものである。図案は社内候補と東急エージェンシーに依頼したものから2案が選定され、これらをアレンジした数種から再検討、選定された。円が会社の主な事業である交通（鉄道・バス）を表し、中央の図形は京浜の「K」および「ケ」をスピーディかつ安定感を持った形に図案化したものである。また、この図形を円を突き破るように配置することで、困難を突破していく力強さを表している。
ロゴマークは2000形電車の登場やウイング高輪のオープンといった節目があった1983年（昭和58年）頃から使われだした。当時は現在と違い水色が地色で「KEIKYU」の文字は白抜きであった上、ロゴ下部の文字が斜体で「 京浜急行 」と書かれていた。
コーポレートスローガンは創業90周年を迎えた1988年（昭和63年）に初めて制定され、当時は「めざす未来へ―ふれあい京急」であった。1998年（平成10年）の創業100周年と空港線羽田空港駅（現在の羽田空港第1・第2ターミナル駅）開業という大きな節目を前に「新しい出会いに夢のせて」に変わり、現在のコーポレートスローガンである「あんしんを羽ばたく力に」は、2008年（平成20年）の創業110周年に合わせて導入された3代目である。2代目まではロゴマークにもコーポレートスローガンを掲出していたが、2008年に色を反転した現行のロゴに変わった際、コーポレートスローガンは外された。また、ロゴ下部の文字には「京急電鉄」と「京急グループ」のバリエーションがある。

京浜電気鉄道 社紋
京浜急行電鉄 社紋（先代）
京浜急行電鉄 社紋（現行）
ロゴマーク（3代目）

## 歴史

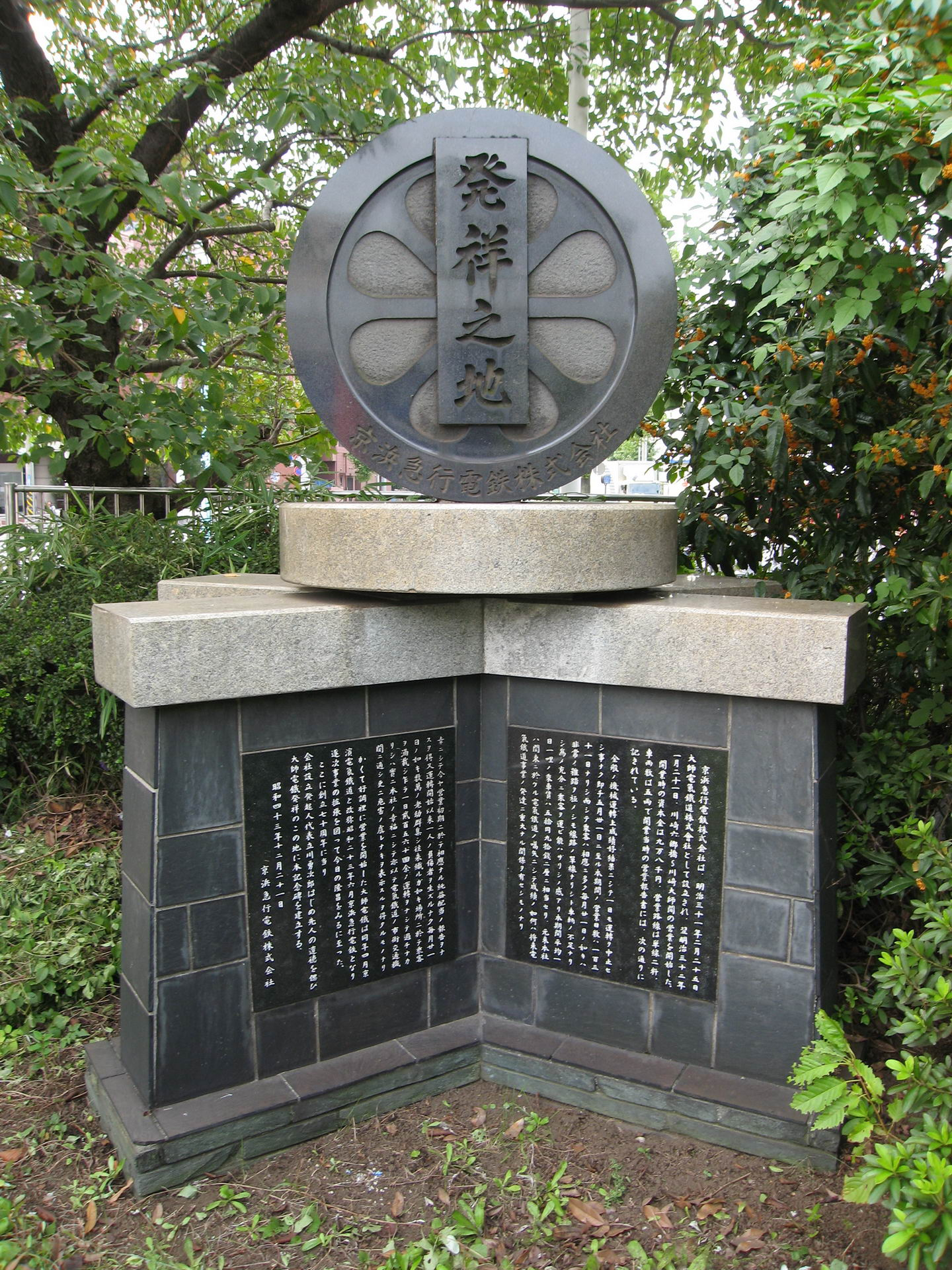
京浜急行発祥の地記念碑（川崎大師駅）

現在の京浜急行電鉄の元となったのは、1899年に旧東海道川崎宿に近い川崎駅（後の六郷橋駅）から川崎大師近くの大師駅（現在の川崎大師駅）までの1435mmの標準軌で開通した大師電気鉄道である（現在の大師線の一部）。同社は日本で三番目、関東では最初の電気鉄道会社であった。創立時には安田財閥が人的・資金面で援助したこともあり、そのため現在でも安田財閥の流れを組む芙蓉グループの一員となっている。同年、京浜電気鉄道と社名を改めた。
東京市電との相互乗り入れを目論み、軌間を開業時の標準軌から一旦1372mmの馬車軌間へ改軌を行うが、後に子会社となる湘南電気鉄道による三浦半島方面の延伸線への乗り入れを行うために、再度、標準軌に改軌された。
太平洋戦争中の1942年には陸上交通事業調整法に基づく戦時統合により東京急行電鉄（いわゆる大東急）に併合されるが、1948年に京浜急行電鉄、小田急電鉄、京王帝都電鉄（現在の京王電鉄）の3社が分離・独立し、現在に至る。

### 年表
- 1897年（明治30年）8月26日 - 大師電気鉄道に対して軌道特許状下付（神奈川県橘樹郡川崎町久根崎 - 同郡大師河原村字中瀬）[23]。
- 1898年（明治31年）2月25日 - 大師電気鉄道株式会社設立[19]。立川勇次郎が専務取締役（代表）に就任。本社を東京市京橋区南鍋町1丁目5番地に置く[24]。
- 1899年（明治32年）
  - 1月21日 - 川崎駅（後の六郷橋駅） - 大師駅（現在の川崎大師駅）間 (2.0km) が営業開始[25]。
    - 開業式は1902年（明治35年）10月17日挙行。営業開始3年後となった開業式について、業務多忙により実施できなかったと推測されている[26][注釈 6]。『京浜急行百年史』『京浜電気鉄道沿革史』によれば、開業当初は日清戦争後で社会経済情勢が不安定であったこと、対立関係にあった人力車組合の影響を考慮して、開業直後に行わなかったとの旨が記載されている。

  - 4月25日 - 京浜電気鉄道株式会社に社名変更[19]。
  - 11月28日 - 軌道特許状下付（橘樹郡川崎町久根崎 - 東京府荏原郡品川町品川橋、同郡大森町字揚場 - 大森停車場）[23]。
- 1900年（明治33年）11月2日 - 軌道特許状下付（橘樹郡川崎町六郷橋際 - 神奈川町停車場）[27]。
- 1901年（明治34年）
  - 2月1日 - 大森停車場前駅（現在の大森駅） - 八幡駅（現在の大森海岸駅） - 川崎駅間が開業[19]。
  - 8月24日 - 発電所の余剰電力を利用した電灯・電力供給事業開始。
  - 11月10日 - 軌道特許状下付（蒲田 - 羽田）[27]。
  - 11月18日 - 軌道特許状下付（橘樹郡大師河原村字川中島 - 同村中瀬耕地渡船場）[23]。
- 1902年（明治35年）
  - 6月28日 - 蒲田駅（現在の京急蒲田駅） - 穴守駅間が開業[19]。
  - 9月1日 - 六郷橋駅 - 川崎駅（現在の京急川崎駅）間が開業[19]。
- 1904年（明治37年）
  - 3月1日 - 全線を標準軌から馬車軌間に改軌。
  - 5月8日 - 品川駅（現在の北品川駅） - 八幡駅間が開業[19]。大森停車場前駅 - 八幡駅間が大森支線となる。
- 1905年（明治38年）12月24日 - 川崎駅 - 神奈川停車場前駅（現在の神奈川駅）間が開業[25]。
- 1913年（大正2年）12月31日 - （旧）穴守駅 - 穴守駅間が開業。
- 1923年（大正12年）5月1日 - 電灯・電力供給事業を群馬電力（後の東京電力[注釈 7]）に譲渡。
- 1925年（大正14年）3月11日 - 高輪駅 - 品川駅間が開業[19]。
- 1927年（昭和2年）8月27日 - 自動車事業開始。
- 1929年（昭和4年）6月22日 - 京浜神奈川駅（現在の神奈川駅） - （仮）横浜駅間が仮開業[19]。
- 1930年（昭和5年）
  - 2月5日 - （仮）横浜駅 - 横浜駅間が開業[19]。
  - 4月1日 - 湘南電気鉄道の黄金町駅 - 浦賀駅間と金沢八景駅 - 湘南逗子駅（後の京浜逗子駅、現在の逗子・葉山駅）間が標準軌（1435mm）で開業[19]。
- 1931年（昭和6年）
  - 4月1日 - 湘南電気鉄道の湘南逗子駅沼間口乗降場（後の京浜逗子駅） - 湘南逗子駅葉山口乗降場（後の逗子海岸駅）間が開業。
  - 7月4日 - 大船 - 片瀬間にて日本初の有料道路事業開始（京浜急行線）。
  - 12月26日 - 日ノ出町駅まで延伸された湘南電気鉄道と、横浜から野毛山をトンネルで抜けて標準軌で敷設された京浜電気鉄道延長線が接続され、横浜駅 - 浦賀駅間で直通運転開始[19]。
- 1933年（昭和8年）4月1日 - 高輪駅を廃止して品川駅へ乗り入れ[19]。全線を標準軌に改軌[19]。品川駅 - 浦賀駅間で直通運転開始[28]。
- 1937年（昭和12年）3月8日 - 大森支線の大森海岸駅 - 大森駅間が廃止。
- 1939年（昭和14年）3月 - 京浜電気鉄道の筆頭株主が東京高速鉄道に移動。京浜電気鉄道と湘南電気鉄道は実質的に東京横浜電鉄の系列に入る。
- 1941年（昭和16年）11月1日 - 京浜電気鉄道が湘南電気鉄道・湘南半島自動車を合併[19]。
- 1942年（昭和17年）
  - 5月1日 - 小田急電鉄と共に東京横浜電鉄へ合併。東京急行電鉄（大東急）が発足[19]。
  - 9月1日 - 逗子線の湘南逗子駅沼間口乗降場 - 湘南逗子駅葉山口乗降場間が廃止[29]。
  - 12月1日 - 久里浜線の横須賀堀内駅（現在の堀ノ内駅） - 久里浜駅（現在の京急久里浜駅）間が開業[19]。
- 1944年（昭和19年）
  - 6月1日 - 大師線の川崎大師駅 - 産業道路駅（現在の大師橋駅）間が開業。
  - 10月1日 - 大師線の産業道路駅 - 入江崎駅間が開業[19]。
- 1945年（昭和20年）
  - 1月7日 - 大師線の入江崎駅 - 桜本駅間が開業。大師線が全線開通。
  - 9月27日 - 穴守線の稲荷橋駅（現在の穴守稲荷駅） - 穴守駅間が営業休止。
- 1948年（昭和23年）
  - 6月1日 - 東京急行電鉄の第3会社として京浜急行電鉄株式会社が設立[30]。東京急行電鉄から現在の当社線を譲り受けて営業開始。
  - 7月3日 - 逗子線の湘南逗子駅 - 逗子海岸駅 （両駅とも現在の逗子・葉山駅）間が開業[29]。
- 1949年（昭和24年） - 東京証券取引所に株式上場。
- 1951年（昭和26年）3月 - 大師線の塩浜駅 - 桜本駅間が営業休止。
- 1952年（昭和27年）1月1日 - 大師線のうち塩浜駅 - 桜本駅を川崎市交通部（現在の川崎市交通局）に譲渡。
- 1956年（昭和31年）4月20日 - 穴守線の穴守稲荷駅 - （旧）羽田空港駅間が開業[19]。
- 1963年（昭和38年）11月1日 - 穴守線を空港線に改称[19]。久里浜線に久里浜検車区および久里浜工場（現在の久里浜事業所）を開設し、野比駅（現在のYRP野比駅）まで開業[19]。
- 1964年（昭和39年）3月25日 - 大師線の小島新田駅 - 塩浜駅間が営業休止。
- 1966年（昭和41年）
  - 3月27日 - 久里浜線の野比駅 - 津久井浜駅間が開業[19]。
  - 7月7日 - 久里浜線の津久井浜駅 - 三浦海岸駅間が開業[19]。
- 1968年（昭和43年）6月21日 - 本線泉岳寺駅 - 品川駅間が開業。都営1号線（現在の都営浅草線）と直通運転開始[19]。
- 1969年（昭和44年）11月17日 - 佐藤首相訪米阻止闘争デモの学生が京浜蒲田駅に火炎瓶を投擲。京浜川崎駅 - 泉岳寺駅間で運転を休止[31]。
- 1971年（昭和46年）7月1日 - 冷房車の運転開始[32][33]。初代1000形（1251 - 1268号車）と2代目600形8両が使用された[33]。
- 1975年（昭和50年）4月26日 - 久里浜線の三浦海岸駅 - 三崎口駅間が開業[19]。久里浜線が全線開通。
- 1977年（昭和52年）5月10日 - 大師線の川崎大師駅 - 小島新田駅間が地方鉄道法に基づく地方鉄道線に変更され、軌道法に基づく軌道線が全て解消。
- 1984年（昭和59年）7月1日 - 大船 - 片瀬間の有料道路事業廃止。
- 1985年（昭和60年）3月2日 - 逗子線の京浜逗子駅・逗子海岸駅を統合し、新逗子駅（現在の逗子・葉山駅）が開業[29]。新逗子駅 - 逗子海岸駅間が廃止[29]。
- 1986年（昭和61年）12月26日 - 東京 - 弘前間に夜行高速バス「ノクターン号」運行開始。
- 1988年（昭和63年）7月26日 - 自社車両がすべて冷房車となる[33]。
- 1991年（平成3年）1月15日 - 空港線の穴守稲荷駅 - （旧）羽田空港駅間が営業休止。
- 1993年（平成5年）4月1日 - 空港線の穴守稲荷駅 - 羽田駅（現在の天空橋駅）間が開業[34]。品川、横浜、羽田駅での終日禁煙を実施[35]。。
- 1994年（平成6年）4月1日 - 「ルトランカード」によるストアードフェアシステム導入（パスネット普及に伴い2002年10月使用停止）。
- 1995年（平成7年）2月21日 - 品川駅 - 横浜駅間で最高速度を120km/hに引き上げ[36]。同時に昼間点灯を実施。同年4月1日のダイヤ改正で同区間の最速列車は15分45秒運転となった。
- 1998年（平成10年）
  - 2月25日 -  京浜急行電鉄が前身の大師電気鉄道として設立して以来、「創立100周年」を迎える[37]。
  - 11月18日 - 空港線の天空橋駅 - 羽田空港駅（現：羽田空港第1・第2ターミナル駅）間が開業し、現在の営業区間が全て開通[19]。
- 2000年（平成12年）12月20日 - パスネット導入[38]。
- 2003年（平成15年）10月1日 - 自動車事業を京浜急行バス株式会社に継承し、分割する。
- 2004年（平成16年）11月24日 - 西武鉄道の株式計260万株を同年中にホテル京急と共同で購入していたことが発表される（「西武鉄道#証券取引法違反事件」参照）。
- 2005年（平成17年）
  - 9月22日 - ロックバンドのくるりとのタイアップによる京急テーマソング『赤い電車』がリリース。
  - 10月7日 - 久里浜線の三崎口駅 - 油壺駅（仮称）間の免許廃止を届出[39]。
- 2006年（平成18年）11月14日 - 全駅への自動体外式除細動器（AED）設置を完了。
- 2007年（平成19年）3月18日 - PASMOを導入、Suicaとの相互利用開始[40]（その後、在庫僅少により横須賀中央・上大岡・横浜・品川各駅の定期券センターを除き発売中止、同年10月1日より全駅で発売再開）。同時に首都圏の私鉄としては初めての試みとして全駅構内（売店、飲食店、自動販売機）でPASMO電子マネーを導入。
- 2008年（平成20年）2月25日 - 会社創立110周年の一環として、駅係員と乗務員の制服を一新。
- 2009年（平成21年）9月30日 - セブン-イレブン・ジャパンと業務提携を行い、京急ステーションコマースが運営する京急線各駅の売店全てをセブン-イレブンに転換することを発表[41]。
- 2010年（平成22年）
  - 5月16日 - 本線平和島駅 - 六郷土手駅間および空港線京急蒲田駅 - 大鳥居駅間の上り線高架線使用開始。
  - 10月21日 - 泉岳寺駅以外[注釈 8]の全駅に駅ナンバリングを導入。英文社名を「Keihin Electric Express Railway Co., Ltd.」から「Keikyu Corporation」に変更[18]。
- 2011年（平成23年）
  - 4月29日 - 前年9月末で営業終了させたホテルパシフィック東京の建物をテナントビルへ転換し、京急EXイン（ビジネスホテル）・結婚式場・会議場とショッピングモールを併設した複合商業施設「SHINAGAWA GOOS（シナガワグース）」として開業。
  - 6月 - 3月11日に発生した東日本大震災に伴う電力供給逼迫の影響で、8両編成の弱冷房車を1両増加し2両体制（既存の三崎口側3両目と新設の同7両目）に変更。4両・6両編成で弱冷房車を1両（三崎口側3両目）新設[42]。
- 2012年（平成24年）10月21日 - 本線平和島駅 - 六郷土手駅間および空港線京急蒲田駅 - 大鳥居駅間の下り線高架線使用開始[19]。
- 2013年（平成25年）3月23日 - 交通系ICカード全国相互利用サービス開始により、Kitaca、manaca、TOICA、ICOCA、PiTaPa、nimoca、はやかけん、SUGOCAが京急線で利用可能になる[19][注釈 9]。
- 2015年（平成27年）
  - 2月26日 - 台湾鉄路管理局との友好鉄道協定を締結[43]。
  - 7月7日 - 全線でデジタル空間波式列車無線（デジタルSR無線）の使用を開始[44][注釈 10]。
- 2016年（平成28年）3月28日 - 横浜みなとみらい21地区（56-1街区、神奈川県横浜市西区高島一丁目）の開発事業者に決定[45][46]。同時に、京浜急行電鉄のほか複数のグループ企業（計11社）の本社機能を集約し、同地に建設する京急グループ本社ビルへの移転を発表。
- 2017年（平成29年）
  - 7月 - 京急グループ本社ビルが着工[46]。
  - 10月 - 空き家を転貸したり、独居高齢者宅に学生の下宿を仲介したりする事業を開始すると発表[47]。
  - 10月16日 - 株式会社京急ステーションサービスを合併。
- 2018年（平成30年）
  - 9-10月 - 沿線在住の小中学生を対象に、全駅（ただし、他社線との乗換最寄り駅など26駅を除く）の駅名改称案を募集[48]。
- 2019年（平成31年・令和元年）
  - 1月21日 - 京急川崎駅で開業120周年記念式典を開き、ゼロキロポスト横に記念モニュメントを設置[49]。
  - 6月21日 - 三浦半島で観光タクシー「みさきめぐりタクシー」を京急三崎タクシー（神奈川県三浦市）とともに開始[50]。
  - 9月17日 - 本社を東京都港区高輪二丁目20番20号から神奈川県横浜市西区高島一丁目2番8号の京急グループ本社に移転[17]。
  - 10月1日 - 消費税増税に伴い運賃を値上げ及び空港線の加算運賃を値下げ[51]。
- 2020年（令和2年）
  - 1月21日 - 京急グループ本社1階に企業博物館「京急ミュージアム」が開館[52]。
  - 3月14日 - 駅名改称案を公募したうちの4駅（産業道路・花月園前・仲木戸・新逗子）及び羽田空港関連2駅（羽田空港国際線ターミナル・羽田空港国内線ターミナル）の駅名を改称[53][54]。
- 2022年（令和4年）
  - 11月26日 - 日中の特急と快特の交互10分間隔化、路線バスとの接続改善など、23年ぶりの大規模なダイヤ改正を実施[55]。
- 2023年（令和5年）
  - 11月25日 - 京急全線においてタブレット端末による車内自動放送を開始[56]。
- 2024年（令和6年）
  - 3月15日 - 回数乗車券（通学用割引、身体障がい者用・知的障がい者用回数乗車券を除く）の発売を終了[57]。
  - 4月5日 - 鉄道乗車ポイントサービスを開始[57]。
  - 10月1日 - 泉岳寺駅を除く京急線全駅で、自動券売機でのクレジットカードによる乗車券発売を開始[58][59]。
  - 12月21日 - 本線泉岳寺駅・品川駅・京急蒲田駅・横浜駅および空港線の全駅で、クレジットカードなどのタッチ決済による乗車サービスの実証実験を開始[60]。

### 歴代経営陣
| 期間                            | 代表       | 代表             | 備考                                        |
| ------------------------------- | ---------- | ---------------- | ------------------------------------------- |
| 1898年2月25日 - 1903年12月5日   | 立川勇次郎 | 立川勇次郎       |                                             |
| 1903年12月5日 - 1904年10月23日  | 岩田作兵衛 | 岩田作兵衛       |                                             |
| 1904年10月23日 - 1904年12月22日 | 雨宮敬次郎 | 雨宮敬次郎       |                                             |
| 期間                            | 会長       | 社長             | 備考                                        |
| 1904年12月22日 - 1907年10月24日 | (stub)     | 雨宮敬次郎       | 社長制を設ける。                            |
| 1907年10月24日 - 1909年5月15日  | (stub)     | 栗生武右衛門     |                                             |
| 1909年5月15日 - 1910年8月5日    | (stub)     | 三浦泰輔         |                                             |
| 1910年8月5日 - 1918年6月28日    | (stub)     | 青木正太郎       |                                             |
| 1918年6月28日 - 1921年12月24日  | (stub)     | 安田善三郎       |                                             |
| 1921年12月24日 - 1923年10月18日 | (stub)     | 安田善五郎       |                                             |
| 1923年10月18日 - 1930年6月24日  | (stub)     | 青木正太郎       |                                             |
| 1930年6月24日 - 1939年4月1日    | 望月軍四郎 | 生野団六         |                                             |
| 1939年4月1日 - 1941年11月25日   | (stub)     | 生野団六         |                                             |
| 1941年11月25日 - 1942年4月30日  | (stub)     | 五島慶太         |                                             |
| 期間                            | 会長       | 社長             | 備考                                        |
| 1942年5月1日 - 1944年2月19日    | (stub)     | 五島慶太         | 東京急行電鉄成立。                          |
| 1944年2月24日 - 1944年12月27日  | (stub)     | 篠原三千郎       |                                             |
| 1944年12月28日 - 1945年3月12日  | 五島慶太   | 篠原三千郎       |                                             |
| 1945年3月12日 - 1944年8月20日   | 五島慶太   | 平山孝           |                                             |
| 1944年8月20日 - 1945年3月1日    | 五島慶太   | 小宮次郎         |                                             |
| 1945年3月1日 - 1946年6月27日    | 五島慶太   | 小林中           |                                             |
| 1946年6月27日 - 1947年9月9日    | (stub)     | 小林中           |                                             |
| 1947年10月16日 - 1948年5月31日  | (stub)     | 井田正一         | 東急社長は同年12月27日まで。                |
| 期間                            | 代表       | 代表             | 備考                                        |
| 1948年6月1日 - 1948年12月23日   | 上田甲午郎 | 上田甲午郎       | 京浜急行電鉄を設立。                        |
| 期間                            | 会長       | 社長             | 備考                                        |
| 1948年12月23日 - 1950年12月25日 | (stub)     | 井田正一         |                                             |
| 1950年12月25日 - 1964年2月25日  | (stub)     | 田中百畝         | 田中百畝は社長在任中の1964年2月11日に死亡。 |
| 1964年2月25日 - 1964年5月23日   | (stub)     | 三代目鈴木三郎助 |                                             |
| 1964年5月23日 - 1969年11月22日  | (stub)     | 佐藤晴雄         |                                             |
| 1969年11月22日 - 1975年5月27日  | (stub)     | 中川幸一         |                                             |
| 1975年5月27日 - 1981年6月25日   | 中川幸一   | 片桐典徳         |                                             |
| 1981年6月25日 - 1987年6月26日   | 片桐典徳   | 飯田道雄         |                                             |
| 1987年6月26日 - 1991年6月27日   | 飯田道雄   | 芹沢守利         |                                             |
| 1991年6月27日 - 1997年6月27日   | (stub)     | 平松一朗         |                                             |
| 1997年6月27日 - 2005年6月29日   | (stub)     | 小谷昌           |                                             |
| 2005年6月29日 - 2013年6月27日   | 小谷昌     | 石渡恒夫         |                                             |
| 2013年6月27日 - 2022年3月31日   | 石渡恒夫   | 原田一之         |                                             |
| 2022年4月1日 -                  | 原田一之   | 川俣幸宏         |                                             |

## 路線

路線図

京急の路線全体、もしくは特に本線を指して京急線と呼ばれる。
以下は前身の京浜電気鉄道や湘南電気鉄道などの路線も含む。

### 現有路線
総延長キロ数 : 87.0km
- 本線 : 泉岳寺駅 - 浦賀駅 56.7km[注釈 11]
- 空港線 : 京急蒲田駅 - 羽田空港第1・第2ターミナル駅 6.5km
- 大師線 : 京急川崎駅 - 小島新田駅 4.5km
- 逗子線 : 金沢八景駅 - 逗子・葉山駅 5.9km
- 久里浜線 : 堀ノ内駅 - 三崎口駅 13.4km

京急沿線のランドサット衛星写真
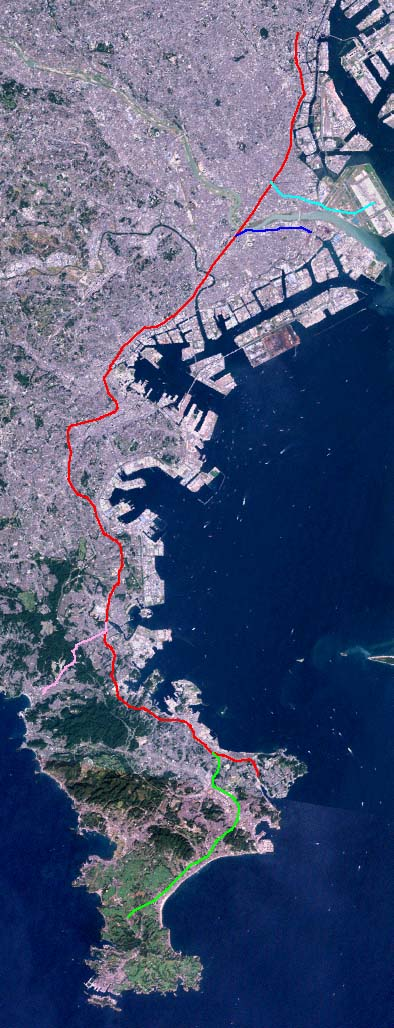
京急全線
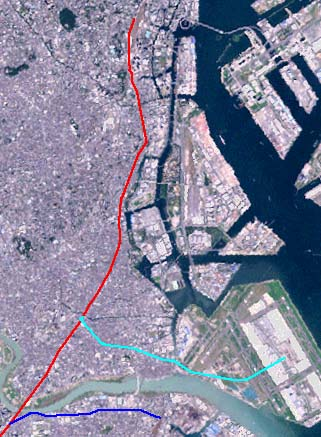
川崎以北拡大
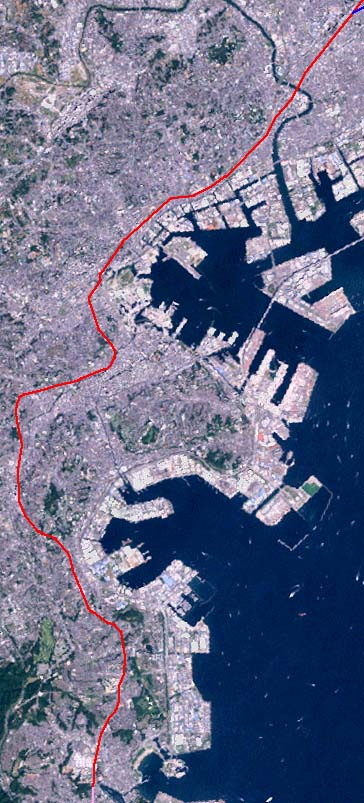
川崎-金沢八景間拡大
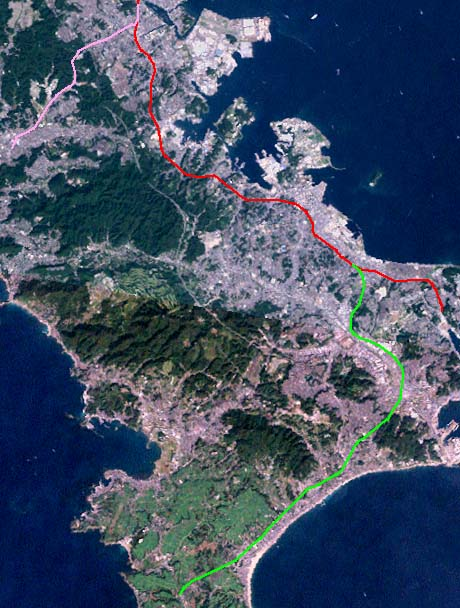
金沢八景以南拡大

### 廃止路線・区間
- 大森支線 : 大森駅 - 大森海岸駅 0.7km[62]
- 大師線 : 小島新田駅 - 桜本駅 3.5km : うち塩浜駅 - 桜本駅間は川崎市に譲渡され川崎市電の一部となり[63]、のちに川崎市電の他の区間とともに廃止。
- 空港線 : 穴守稲荷駅 - 穴守駅 1.3km

### 未成線
- 品川駅（高輪駅） - 千駄ヶ谷町 6.9km [64]
- 京浜蒲田駅 - 五反田駅 7.7km : 1942年の大東急発足で東京急行電鉄が継承、1948年の京浜急行電鉄分離後も東急が保持し、1958年2月17日失効[65]。
- 金沢文庫駅 - 鎌倉八幡 7.3km : 朝比奈峠付近を経由する予定であった。1958年失効[66]。
- 武山線 : 衣笠駅付近（現在の衣笠十字路付近）- 林 6.1km : 太平洋戦争後中止[66]。
- 久里浜線 : 三崎口駅 - 油壺駅（仮称） - 三崎駅（仮称） 5.7km : 油壺駅 - 三崎駅間 3.6kmは1970年[66]、三崎口駅 - 油壺駅間 2.1kmは2005年[39]事業廃止[67]。
- 逗子海岸駅 - 飯森駅（仮称） 16.1km [66]

京浜急行電鉄の前身の一つである湘南電気鉄道にも「予定線」として以下の計画線が存在した。日ノ出町駅 - 桜木町駅間の建設予定地には、予定地に沿って道路や住宅が並んでいる。
- 日ノ出町駅 - 桜木町駅 1.0km[64]
- 逗子線 : 逗子海岸駅 - 鎌倉駅 4.7km [64]

## 駅
2020年3月末現在、73駅を営業している（泉岳寺駅を含む）。
京浜急行電鉄は、都営地下鉄との間で泉岳寺駅を境に浅草線に乗り入れ直通運転を実施している。東京都内にも路線がありながら、東京メトロとの直接の乗換駅はない。

京浜急行電鉄・路線図

### 乗降人員上位15駅
は、右欄の乗降人員と比較して増()、減()を表す。
| 順位 | 駅名                         | 路線名        | 2015年度 | 2010年度 | 2005年度 | 2000年度 | 特記事項                              |
| ---- | ---------------------------- | ------------- | -------- | -------- | -------- | -------- | ------------------------------------- |
| 1    | 横浜駅                       | ■本線         | 316,478  | 311,022  | 306,494  | 297,427  | 各社局線総合では世界第5位             |
| 2    | 品川駅                       | ■本線         | 272,500  | 250,414  | 240,469  |          |                                       |
| 3    | 泉岳寺駅                     | ■本線         | 182,372  | 158,974  | 152,026  |          | 都営地下鉄浅草線の直通人員含む        |
| 4    | 上大岡駅                     | ■本線         | 143,299  | 141,742  | 135,901  | 128,793  |                                       |
| 5    | 京急川崎駅                   | ■本線 ■大師線 | 122,931  | 115,036  | 108,019  |          |                                       |
| 6    | 羽田空港第1・第2ターミナル駅 | ■空港線       | 83,431   | 74,884   | 70,691   |          |                                       |
| 7    | 金沢文庫駅                   | ■本線         | 69,870   | 72,532   | 73,650   | 68,806   | 他路線と接続しない単独駅として第1位。 |
| 8    | 横須賀中央駅                 | ■本線         | 67,278   | 68,232   | 70,776   |          |                                       |
| 9    | 金沢八景駅                   | ■本線 ■逗子線 | 57,353   | 53,907   | 52,205   | 54,902   |                                       |
| 10   | 京急蒲田駅                   | ■本線 ■空港線 | 53,397   | 47,313   | 45,428   |          |                                       |
| 11   | 平和島駅                     | ■本線         | 46,493   | 44,505   | 43,475   |          |                                       |
| 12   | 京急久里浜駅                 | ■久里浜線     | 43,608   | 44,158   | 44,017   |          |                                       |
| 13   | 追浜駅                       | ■本線         | 41,160   | 40,205   | 43,399   |          |                                       |
| 14   | 青物横丁駅                   | ■本線         | 40,067   | 44,564   | 38,140   |          |                                       |
| 15   | 杉田駅                       | ■本線         | 34,648   | 33,761   | 32,228   | 28,800   |                                       |

### 駅長所在駅
駅長所在駅は品川・平和島・京急蒲田・羽田空港第1・第2ターミナル・京急川崎・川崎大師・京急鶴見・神奈川新町・横浜・日ノ出町・上大岡・金沢文庫・追浜・横須賀中央・京急久里浜・三浦海岸の16駅。駅長所在駅ごとに管区が置かれ、泉岳寺駅とここに挙げた16駅以外の駅は、いずれかの駅長に属する被管理駅となっている。なお、京急ステーションサービスへの委託時代は駅長もその他の駅係員同様、同社の社員であった。

## 運行体制
都営地下鉄浅草線（泉岳寺以北）、京成電鉄押上線・本線（青砥以東）・東成田線・成田スカイアクセス線、北総鉄道北総線、芝山鉄道芝山鉄道線との直通運転を行っており、基本的には泉岳寺駅・品川駅 - 三浦海岸方面の線内完結の優等列車および、京成線や都営浅草線からの羽田空港アクセス列車が主軸となる。
乗り入れ車両は8両編成のため、普通列車の停車駅の有効長の関係で空港線と逗子線以外は普通としては運転されず、京急線内では急行・特急・快特・エアポート快特として運転される。おおよその目安として、品川駅 - 浦賀駅間の普通、空港線系統・本線系統の快特と羽田空港第1・第2ターミナル駅 - 逗子・葉山駅間のエアポート急行が、それぞれ10分間隔で運行されている。そのほかに、普通が品川駅 - 京急蒲田駅間で20分間隔、エアポート快特が京成線方面 - 羽田空港間に40分間隔で運行されている。
信号は基本的に駅の信号室で取り扱っている。事故などでダイヤが乱れた場合は各信号室の判断による運行が行われ、運行中に種別・行先・接続列車等を臨機応変に変更することで、運転再開及び回復までの時間短縮を図っており、インターネット上ではこのような運行形態を指して「行っとけ（逝っとけ）ダイヤ」という通称が用いられる事もある。
また通常ダイヤ以外に、貸切イベント列車を運行することもある。企業からの申し込みに応じてサイクルトレインなどを走らせていたが、個人の同窓会や結婚式などの受け付けも2017年10月から始めた（実施は最短で3か月後）。土・日曜日のみで、午前中の品川駅発→浦賀駅または三浦海岸駅着か、夕方の大師線往復（京急川崎駅発着）が利用できる。
乗車に際して別料金を徴収する座席指定制の優等列車としては、「ウィング号」を各種運行している。

## 車両
京急の営業車は大まかな内外装のデザインが統一されており、また全車両がアルミニウムもしくはステンレス車体の交流モーター車であるなど、車両の標準化と近代化が進んでいる。
現有車両は沿線の金沢八景駅山側に立地する東急車輛製造、およびその後身の総合車両製作所と川崎車両（旧・川崎車輛→川崎重工業車両カンパニー）の2メーカー製で、総合車両製作所（東急車輛製造を含む）と川崎車両でそれぞれほぼ半々の割合で製造されている。なお東急車輛製造および総合車両製作所が無かった戦前は、汽車製造（汽車会社。現・川崎車両）に多く発注されていたほか、終戦直後には当時鉄道車両の生産経験がなかった三井造船（三井E&S造船を経て現・三菱重工マリタイムシステムズ）に発注した例もあった。
2019年9月30日時点で798両を保有する。各形式の詳細、使用線区、運用などについてはそれぞれの記事を参照されたい。

### 外観
経営・技術面など多方面から範としたアメリカのパシフィック電鉄の影響から、創業以来の伝統として車体広告車などの例外を除いて車体は赤く塗装されており、会社のイメージカラーにもなっている。塗色のパターンは幾度か変遷があり、現在では、窓下に白帯が入るものと窓周りが白く塗られているものがある。2007年3月に登場した1000形6次車（ステンレス車体）より、車体幕板と腰板に赤色のラッピングを施し、さらに窓下に白帯を入れアクセントとした外装となり、2015年度製造の15次車の6両編成まで継続された。同年度製造の15次車4両編成（1800番台）以降は、赤色に窓周り白色のラッピングが窓枠及び客室扉と乗務員室扉の周りを除いた車体側面全体に拡大され、さらに2017年度に導入された17次車からはステンレス車体に全面塗装が施されることになり、5次車以来となる全面塗装車体で導入されることになった。
2014年の西武9000系電車「RED LUCKY TRAIN」を始め、2017年からの羽田空港 - 東京都心間の利便性をアピールする車体広告など、各地の鉄道会社においても積極的に営業活動を行っており、京急の電車に広く見られる赤地に白帯のデザインを再現したラッピング車両が全国各地で見られるようになっている（「広報」の節も参照）。日本以外でも、友好鉄道協定を結んでいる台湾鉄路管理局において、2016年5月12日より同年10月12日までの期間にEMU700型電車第1編成においてラッピングで再現された。

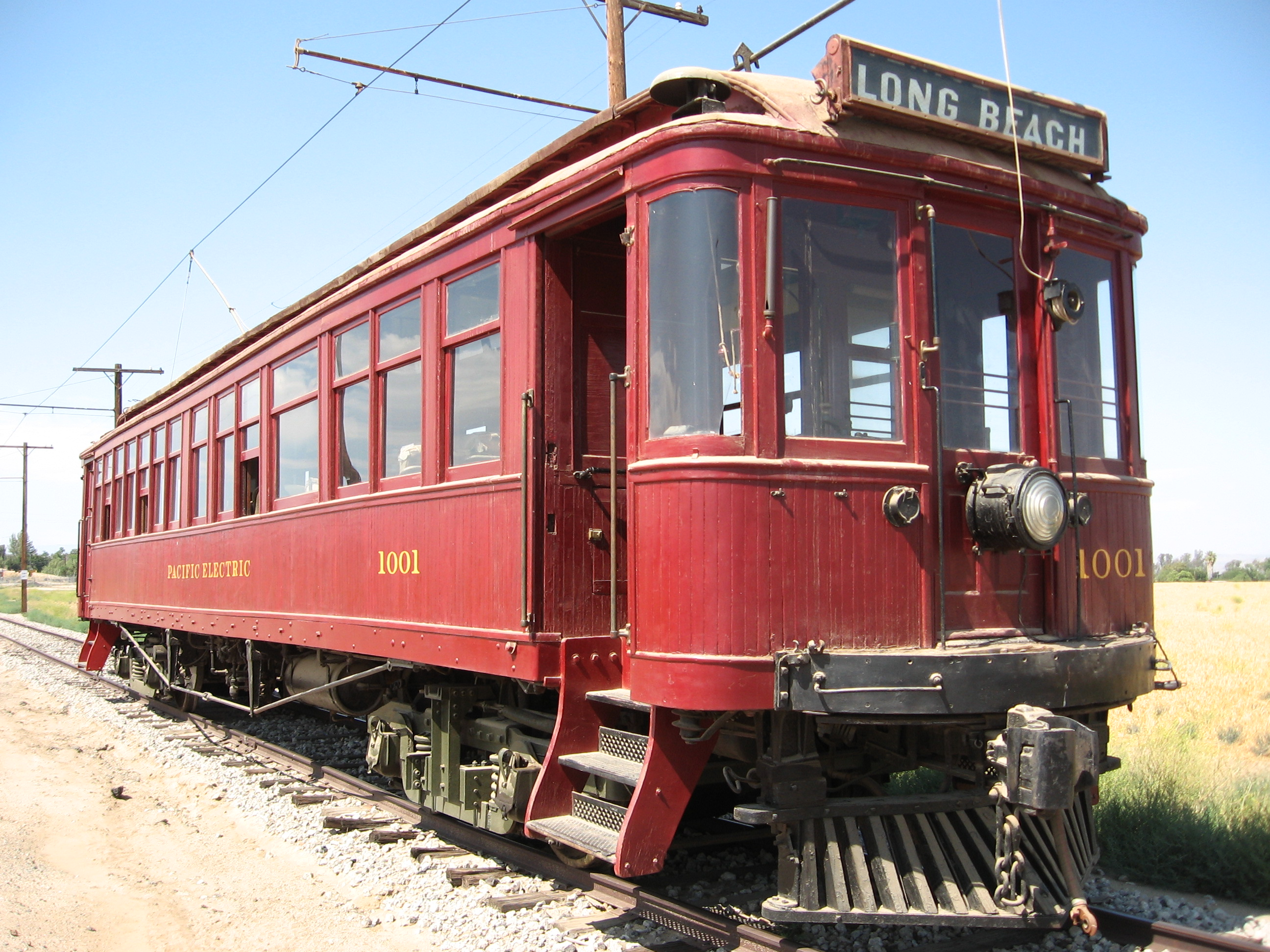
パシフィック電鉄の赤い電車（保存車、2008年）
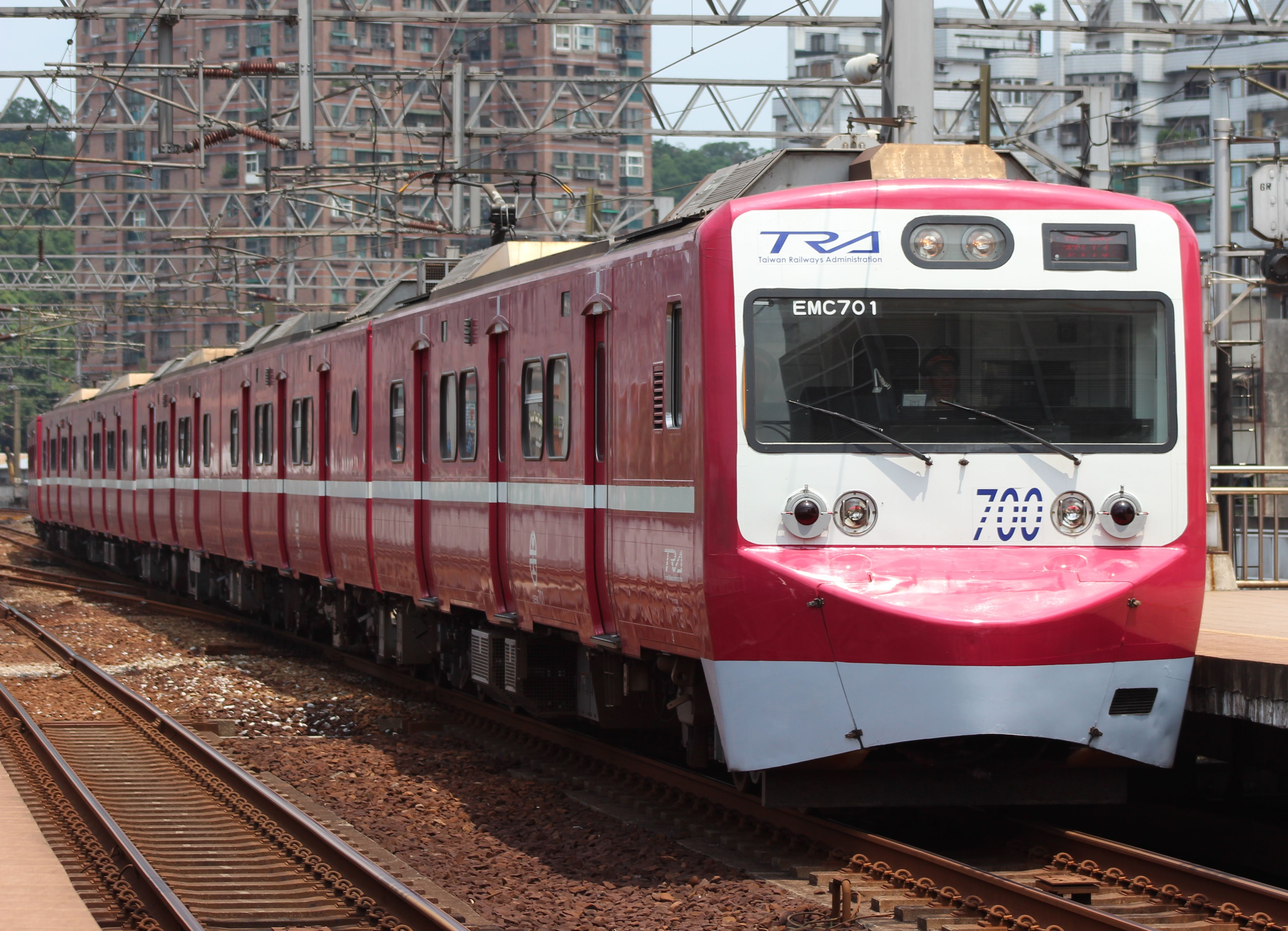
京急ラッピング仕様の台湾鉄路管理局EMU700型電車（2016年）

#### 種別・行先表示
視認性の問題から行先表示に3色LED表示器は導入しなかったが、フルカラー・白色LEDが実用化され視認性に特に問題なかったこと、多くの色を表現でき種別案内が色で可能になったこと、行先の増加や運転系統の変化に伴い幕交換が多数発生している現状を踏まえ、2005年（平成17年）以降製造車両から本格採用した。2010年3月頃よりフルカラー・白色LED行先表示（日本語・英語を交互表示）が搭載されている。また、列車無線装置の機器スペースの都合で、前面のみをフルカラーLEDに交換した編成が登場しており、600形、2100形、1500形などが該当する。800形の全廃後は、在籍車両の正面の行先表示器はすべてLED式となっている。
相互直通運転を行っている京成電鉄とは異なり、駅名の「京急」は省略しない（「京急川崎」など）。以前は「京急」（1987年までは「京浜」）を省略していたが、神奈川新町などを正式駅名表記とするようになった頃から省略しなくなった。
方向幕搭載車は、過去は白地に黒文字、800形以降は黒地に白抜き文字の表示であったが、2002年以降から白地に黒文字のローマ字入りに交換が開始され、現在はすべて完了している。かつて使用していた行先板での表記の名残りから「新町（神奈川新町）」「文庫（金沢文庫）」など省略駅名を表示していたが、現在は羽田空港第1・第2ターミナル駅行を「羽田空港」と表示するのを唯一の例外として、京急線内の駅についてはすべての車両が正式な駅名を表示するようになっている。
特殊な表示形態として以下のものがある。
- エアポート快特と快特を区別するため、エアポート快特には「快特」の文字の前に飛行機のマークを表示する（他社の車両も同様）。2012年10月21日からは、アクセス特急との統一と誤乗防止のため、橙色となる。京成線内から羽田空港へ向かうアクセス特急や快速、または京急線内のエアポート急行についても同様に「（飛行機マーク）アクセス特急」「（飛行機マーク）快速」「（飛行機マーク）急行」の表示を行う。ただし、「エアポート急行」の表示機能のない車両は「急行」の表示を行う。
- 一部の車両は「品川(日本橋)方面　駅名」・「成田空港方面　駅名」と表示する。
- 「京急ウィング号」の種別表示「Wing」は横幅の広い行先表示箇所に表示され、行先が種別表示箇所に表示されるのが2000形の時からの京急ウィング号ならではの特徴であった。現在は新種別幕の追加および全車両共通幕化改造により、他の列車種別と同様に種別が種別幕に、行き先が方向幕に表示されるのみとなった。
- 京成線への直通列車では、駅名の「京成」を省略する（京成成田は「成田」と表示など）。
- 大師線で運用される列車は「京急川崎⇔小島新田」と表示する。

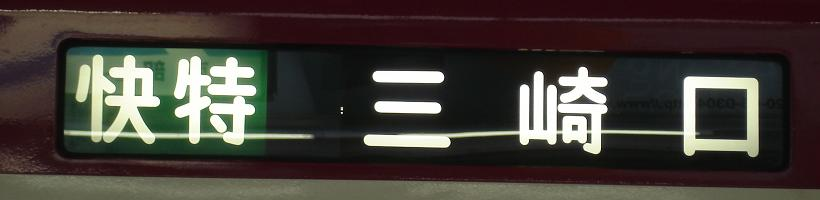
600形の黒地方向幕（快特三崎口行）
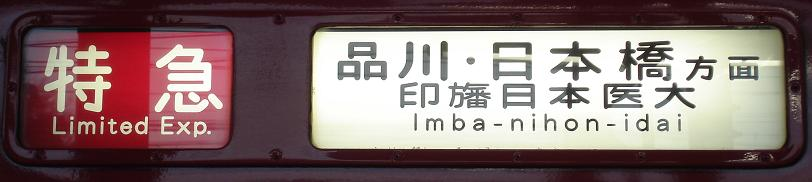
行先が2行表示された 1500形の白地方向幕（特急印旛日本医大行）
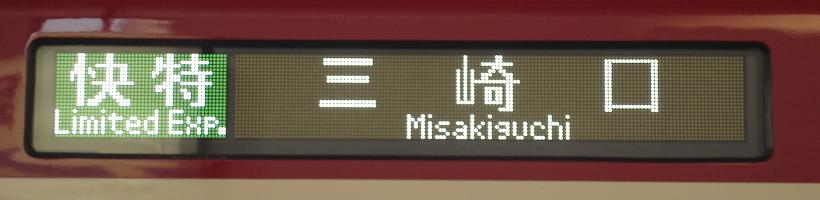
新1000形のLED方向幕（快特三崎口行・旧仕様）
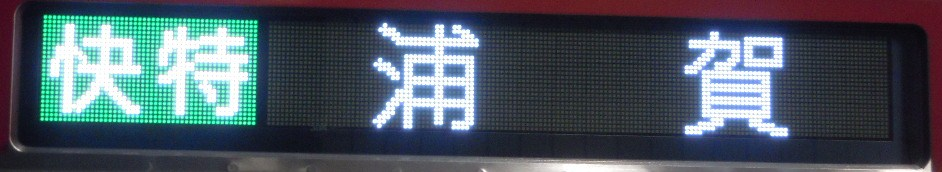
新1000形のLED方向幕 （快特浦賀行・現行仕様・日本語表記）
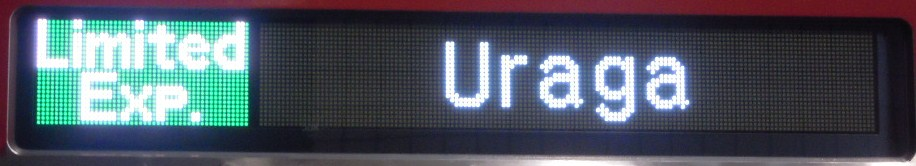
新1000形のLED方向幕 （快特浦賀行・現行仕様・英語表記）
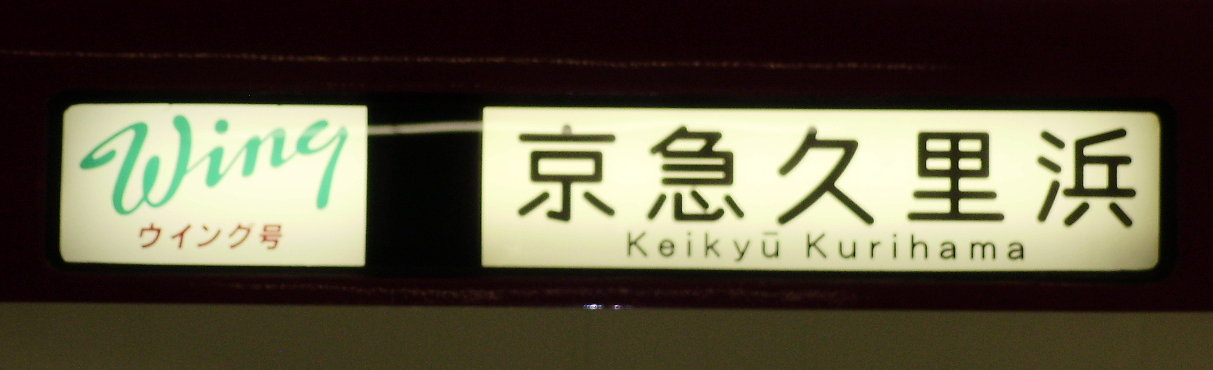
2100形の 「ウィング号」の方向幕（ウィング号京急久里浜行）
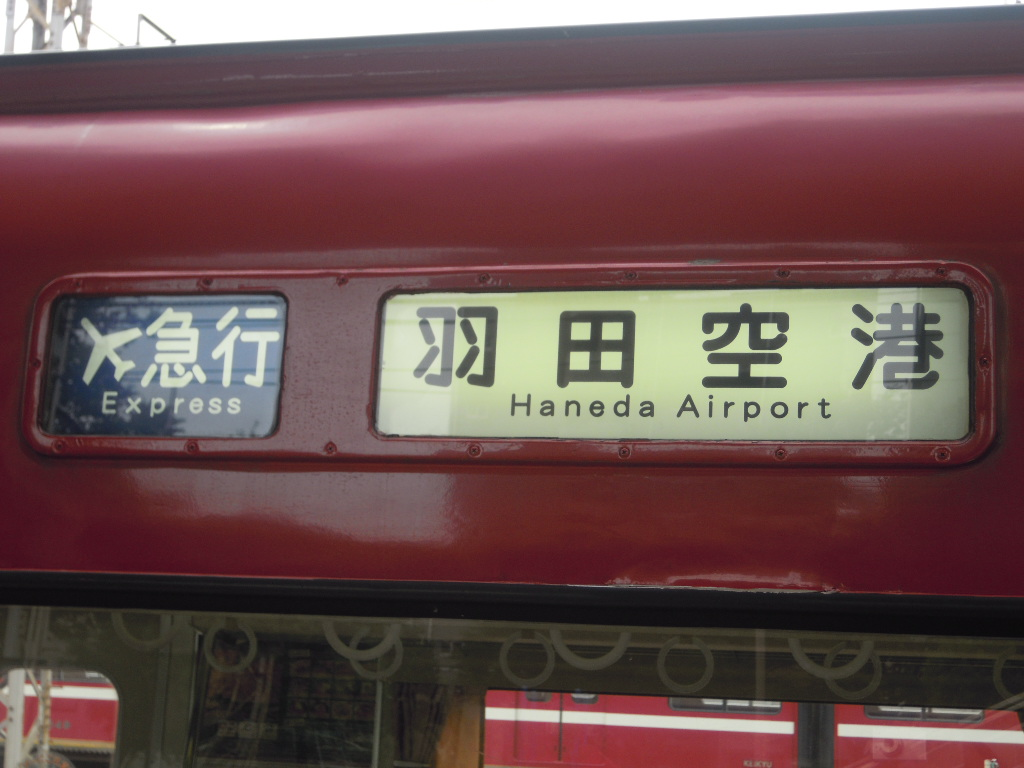
エアポート急行の種別・行先表示（エアポート急行羽田空港国内線ターミナル行）
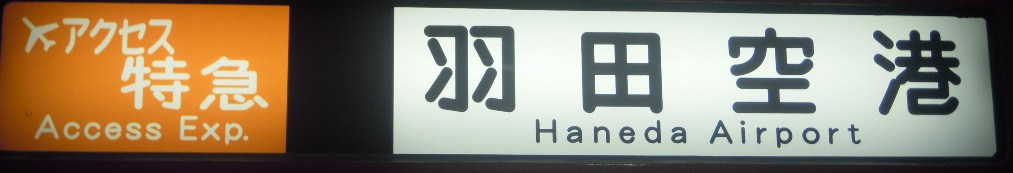
600形 アクセス特急の方向幕（アクセス特急羽田空港国内線ターミナル行）
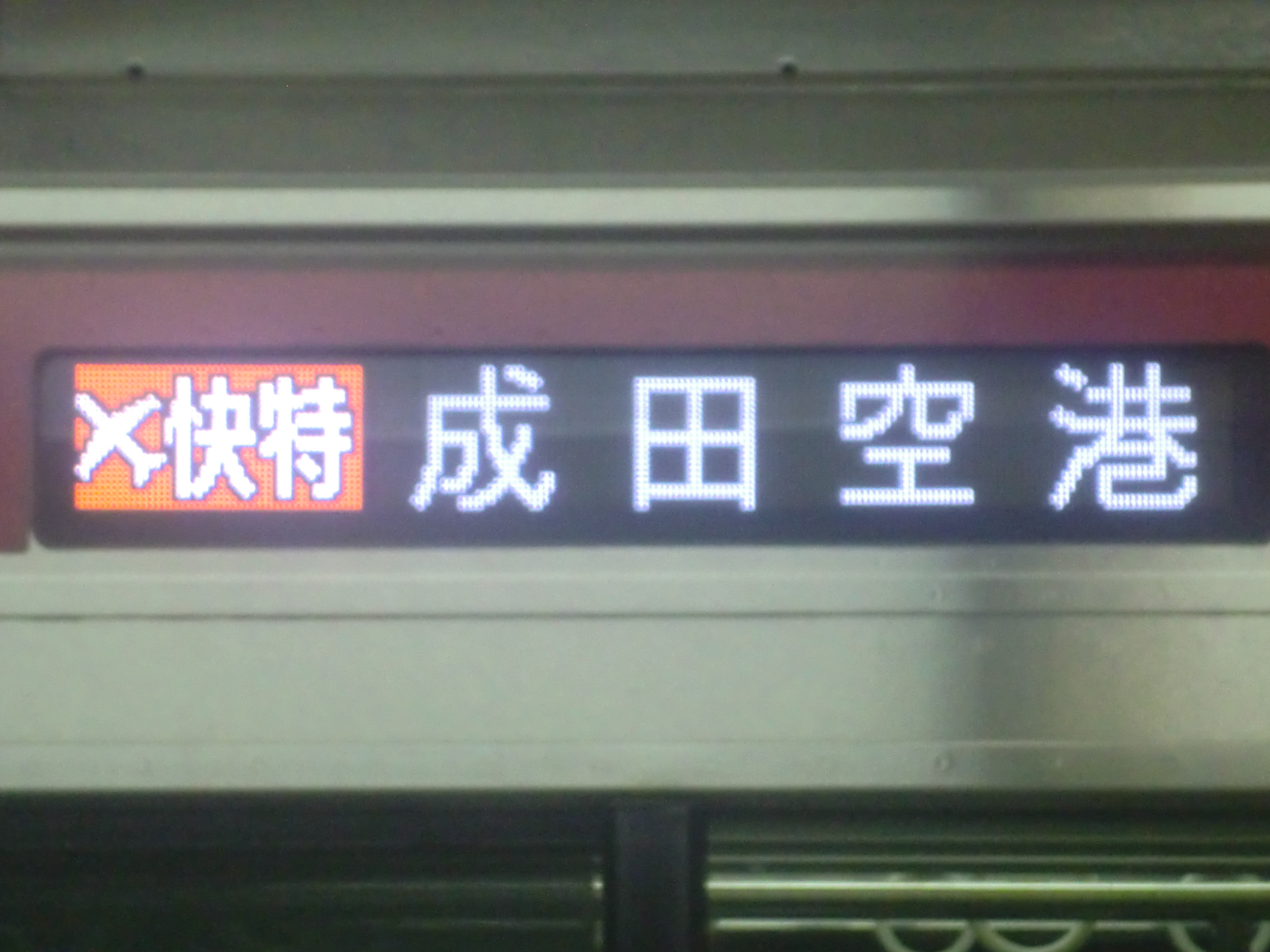
新1000形のフルカラー行先表示機（エアポート快特成田空港行）
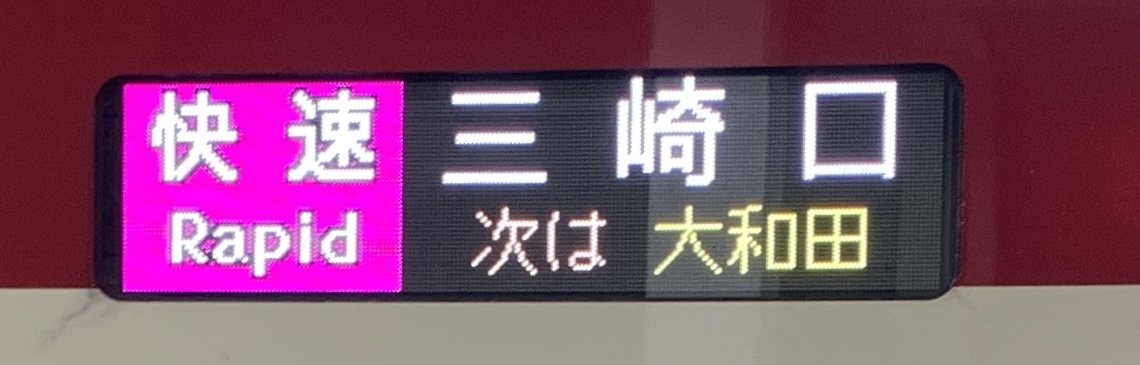
京急新1000形1701-1の行先表示器（快速三崎口行） それまでの行き先表示器より縦の長さが長くなり、行先と次の停車駅を同時に表示することが可能なほか、日本語と英語に加え中国語と韓国語の表示が可能[注釈 15]。
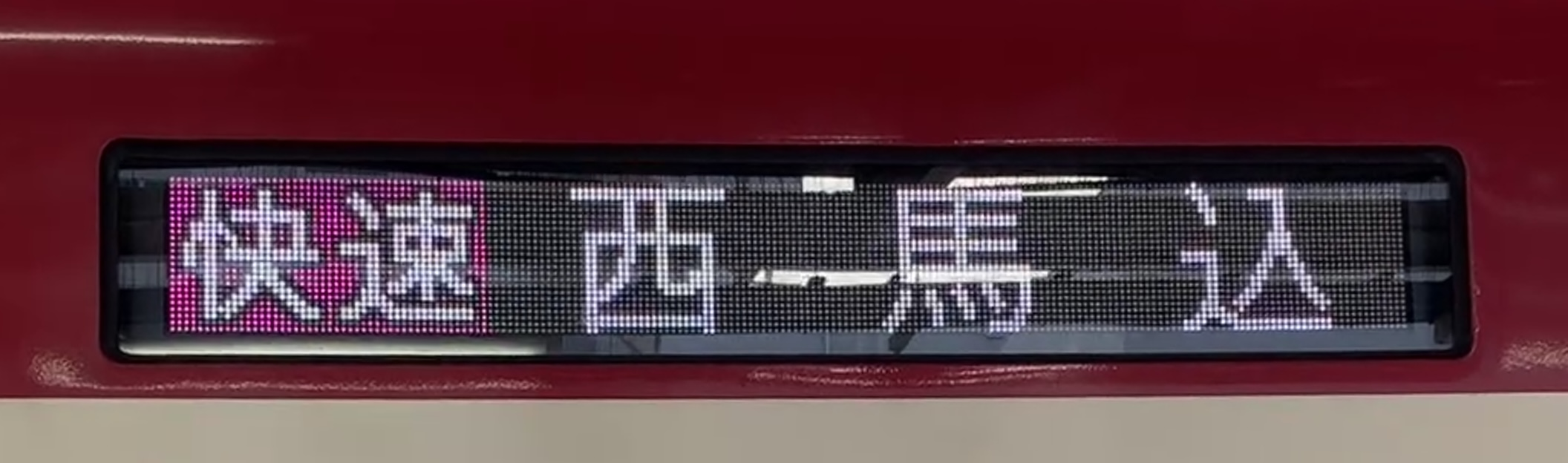
京急600形605の行先表示器（快速西馬込行） それまでの方向幕からLED式に交換された。

##### 種別色
- エアポート快特…橙
- エアポート快特（旧表示）・快特…緑
- 特急…赤
- 急行…青
- 普通…黒

このほか、京急線の車両には京成線への直通に備え、京成線の種別である快速（色はピンク）の種別表示を備えている。

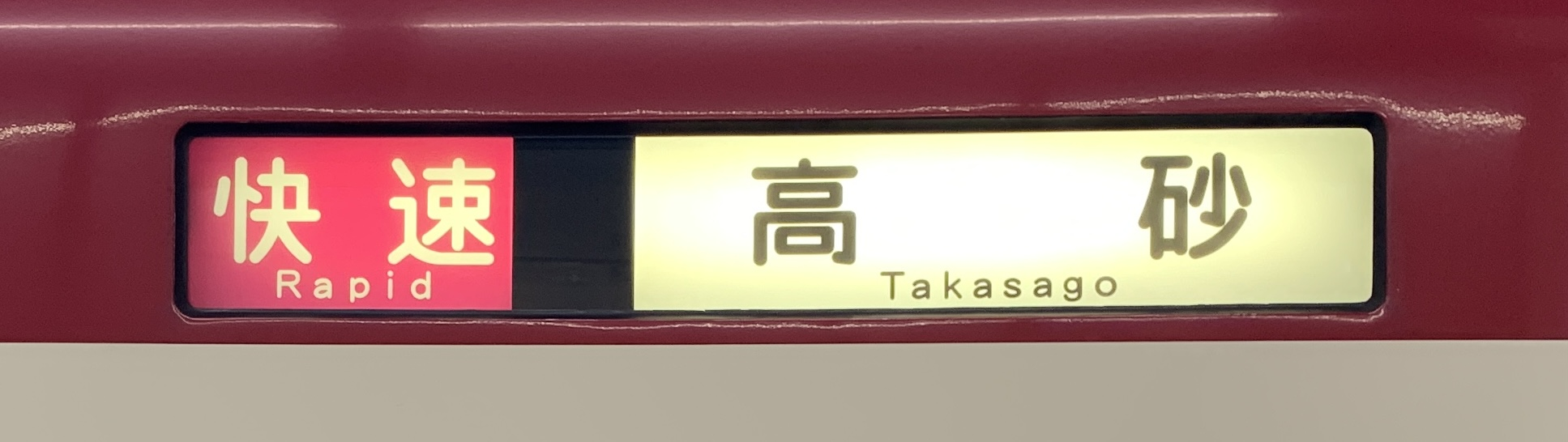
方向幕の快速表示（京急600形）
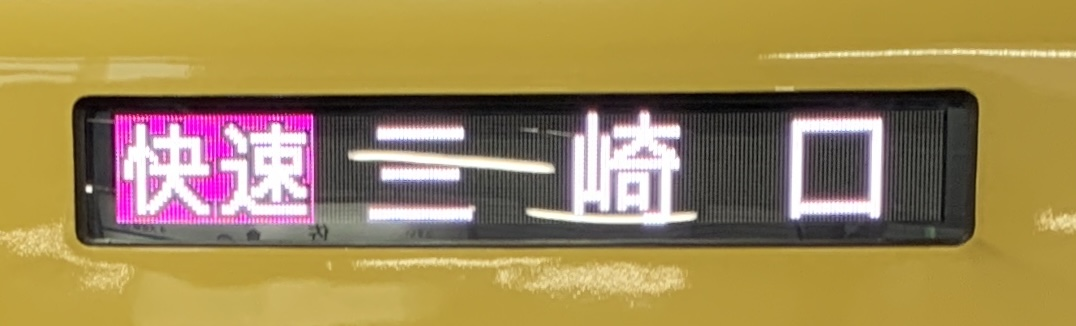
LED式の行先表示器の快速表示（京急新1000形）

### 型式呼称
形式呼称は、京成電鉄や東京都交通局および小田急電鉄と同様に「…系」ではなく「…形」を使用し、相互乗り入れを行う各事業者の車両と形式番号が重複しないように2000番台より若い数字を用いる（京成車は3000番台、都営車は5000番台、北総車は7000番台、千葉ニュータウン鉄道車は9000番台。なお、大東急時代は元京浜電鉄・湘南電鉄の車両に5000番台が振られていたが、京急の分離独立時に5000を引いて一斉に改番した）。また、京急では必ずしも編成を固定しておらず、1500形を中心に現在でも編成替えが多く行われていることから編成を表す「…F」（「編成」を意味する英単語Formationの頭文字）などの呼称は用いられていない。さらに、京急線内では車両形式と編成を表す記号も使用されており、一例を挙げると、2代目1000形の8両編成では「8V」などと呼称されている（出典:『京急ダイヤ100年史』）。

### 仕様

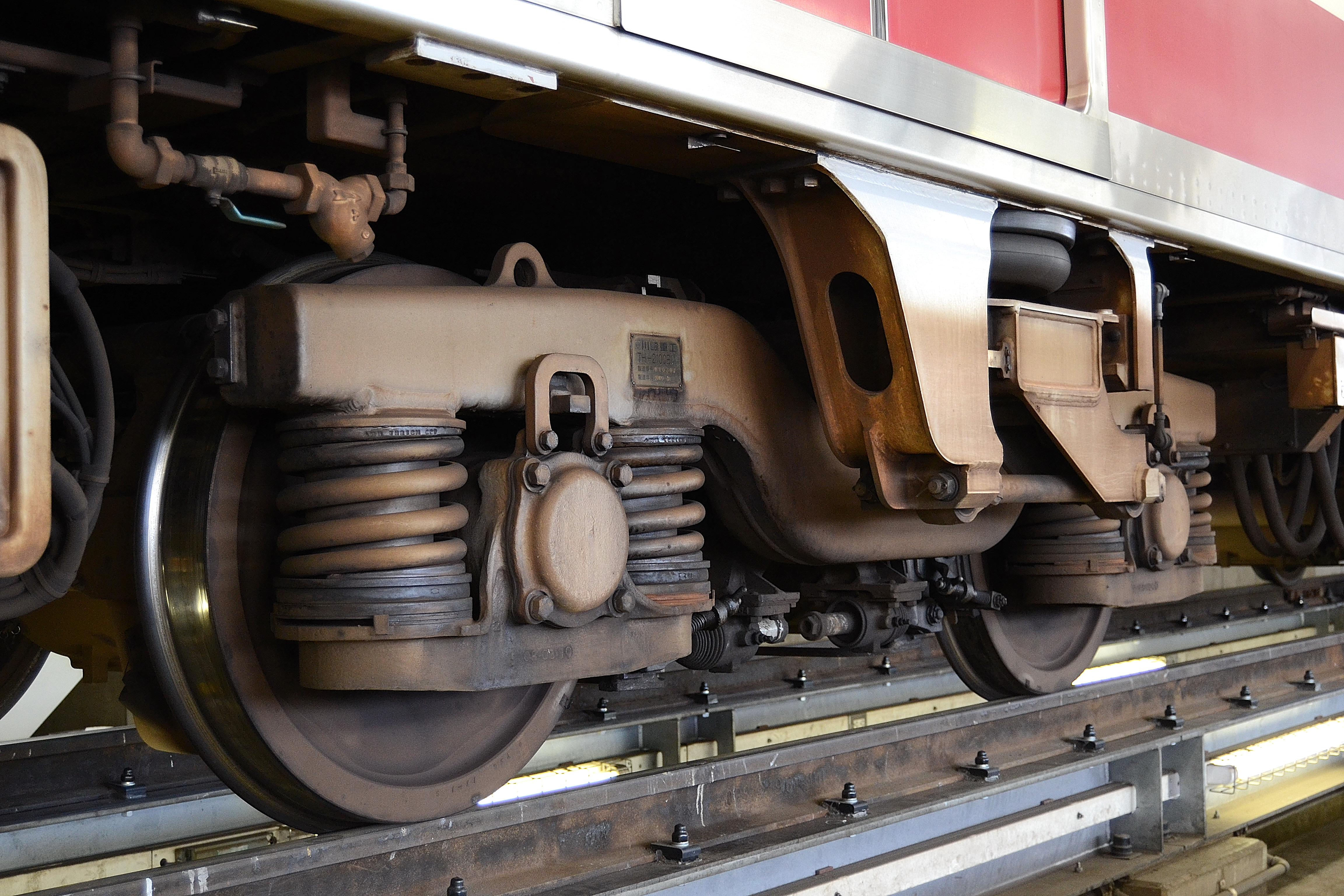
2代目1000形の台車

#### 都営地下鉄線乗り入れ車両
都営地下鉄線に乗り入れる列車は、片側3扉で、貫通扉を備え、火災などの非常時に運転室正面から脱出可能な編成に限定される。現在、この条件を満たすのは1500形・600形・新1000形とその派生型である。なお2100形は貫通扉を備え、非常時には正面から避難できる構造で直通規格を満たしてはいるが、泉岳寺駅までの線内運用となっている。ただし、臨時列車や車両展示などで浅草線走行記録はある。800形などの片側4扉車両は、品川駅以南の運用であった。

#### 先頭車両
先頭車両（制御車）は事業用車両クト1形が廃車された2010年度以降は全て電動車となっており、他社局からの乗り入れ車両についても原則的に先頭台車は重量の重く安定している電動台車に限定している。これは国鉄三河島事故・鶴見事故以降、京急線内では脱線事故などの際に転覆事故へと被害を拡大させないこと、車輪とレールの半・導体膜が破壊され短絡感度が良くなり、軌道回路の正確な検知を行うことで素早く確実な分岐器の転換・信号の開通・踏切の動作が求められているためである。ただし、過去には京成の3500形や旧3000系列（3200形・3300形）などの先頭付随台車（6M車）の車両（改造前に、主に夏季の海水浴や正月の初詣臨時列車で使用された）や、当時先頭車が電動車でなかった北総7000形（北総・公団線（現・北総線）の2期線開通直後の一時期）が例外的に入線した時期もあった。

#### 台車
ボルスタレス台車は走行安定性の観点から現在に至るまで採用されておらず、ダイレクトマウント式のボルスタ（枕ばり）付き台車を採用している。軸箱支持装置についても円筒案内式が多くを占めており、これ以外の採用例は2代目800形のペデスタル式や3代目600形の軸梁式程度である。標準軌であること、ボルスタ式なので曲線入り口での台車回転に心皿と側受の制動がかかる一方で曲線区間中は乗り心地を悪くするフランジ横圧が弱いこと、車軸支持の摩擦が少なく位置決め剛性が高いこと、軸ばねのストロークが大き目でばね定数が低目であること等で走行安定性と乗り心地および粘着の高いバランスを追求している所が京急特有の乗り心地の原因だと言われている。

#### その他
ドイツの電気機器メーカー「シーメンス」社製VVVF制御装置やノルウェー製座席、スウェーデン製座席カバーを使用するなど、日本以外からの技術導入も積極的である。
起動加速度は全車両で3.3 - 3.5km/h/s と高めに設定されている一方、直流モーターを使用する車両は弱め界磁制御の領域を広く取るなどして高速性能も確保している。
かつて運行していた週末座席指定特急では禁煙プレートに号車札を差し込み、灰皿を置いて喫煙可能にしていた名残で、3代目600形まで独特の形をしていた禁煙プレートを採用していた。
1988年に、関東地方の大手私鉄では初めて全車両の冷房化を達成した。
なお総合車両製作所製の電車の製造銘板には、漢字で「総合車両製作所」とだけ記されている。

### 現有車両
2019年12月以降、地下鉄乗り入れを行う8連は全てアクセス特急に対応している。当初は600形と1000形10次車以降のみ対象とされていたが、後に1000形9次車以前と1500形も充当を開始している。
- 旅客用車両
  - 1000形（2代） - 6次車以降はステンレス製となる[74]。また初代1000形が在籍していたことに登場したことから、識別のために新1000形と呼ばれることもある。
  - 2100形 - 線内優等列車専用（泉岳寺乗り入れ可能）2ドア車。
  - 600形（3代）
  - 1500形 - 4連は界磁チョッパ制御。
- 事業用車両
  - デト11・12形
  - デト17・18形

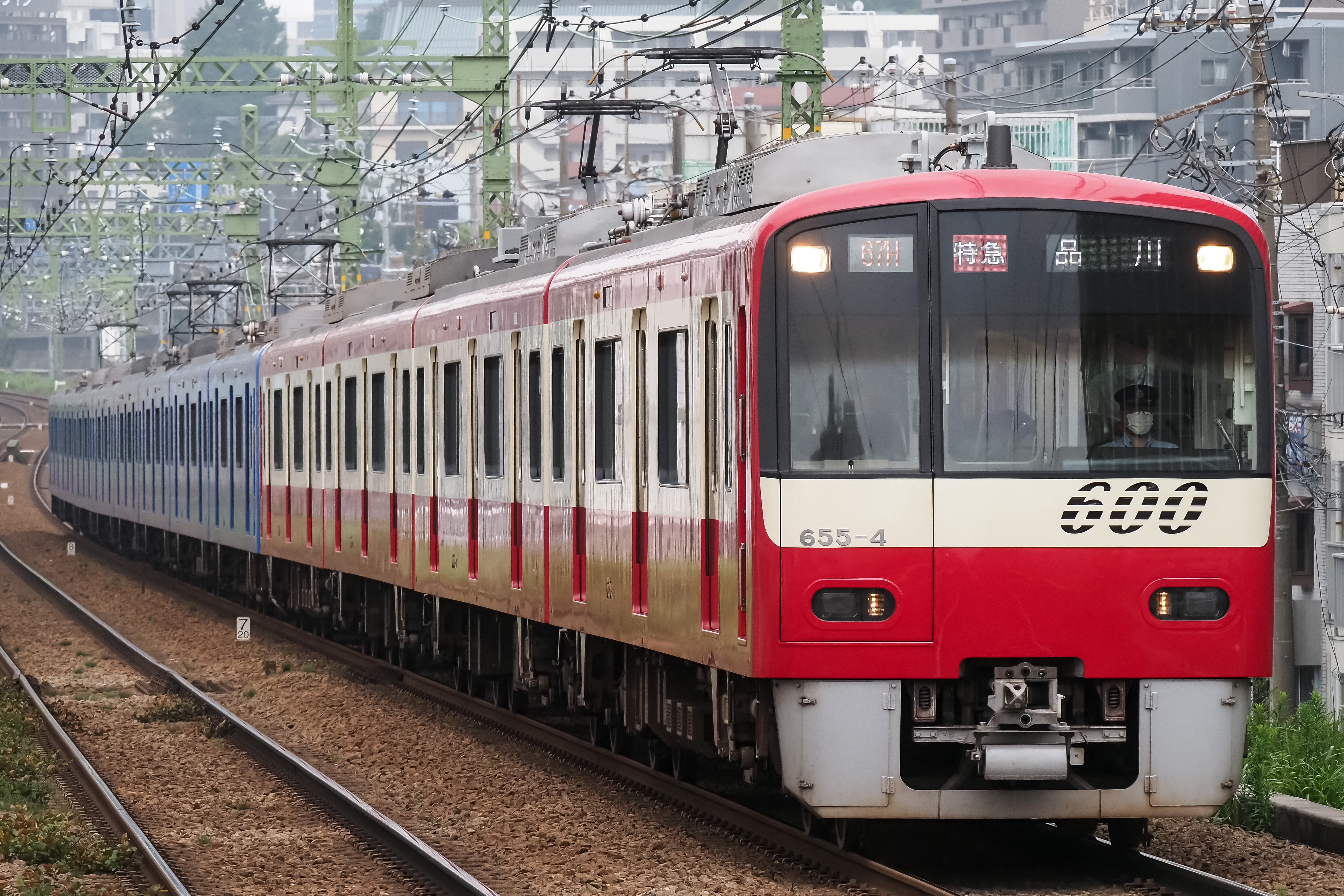
600形（3代）
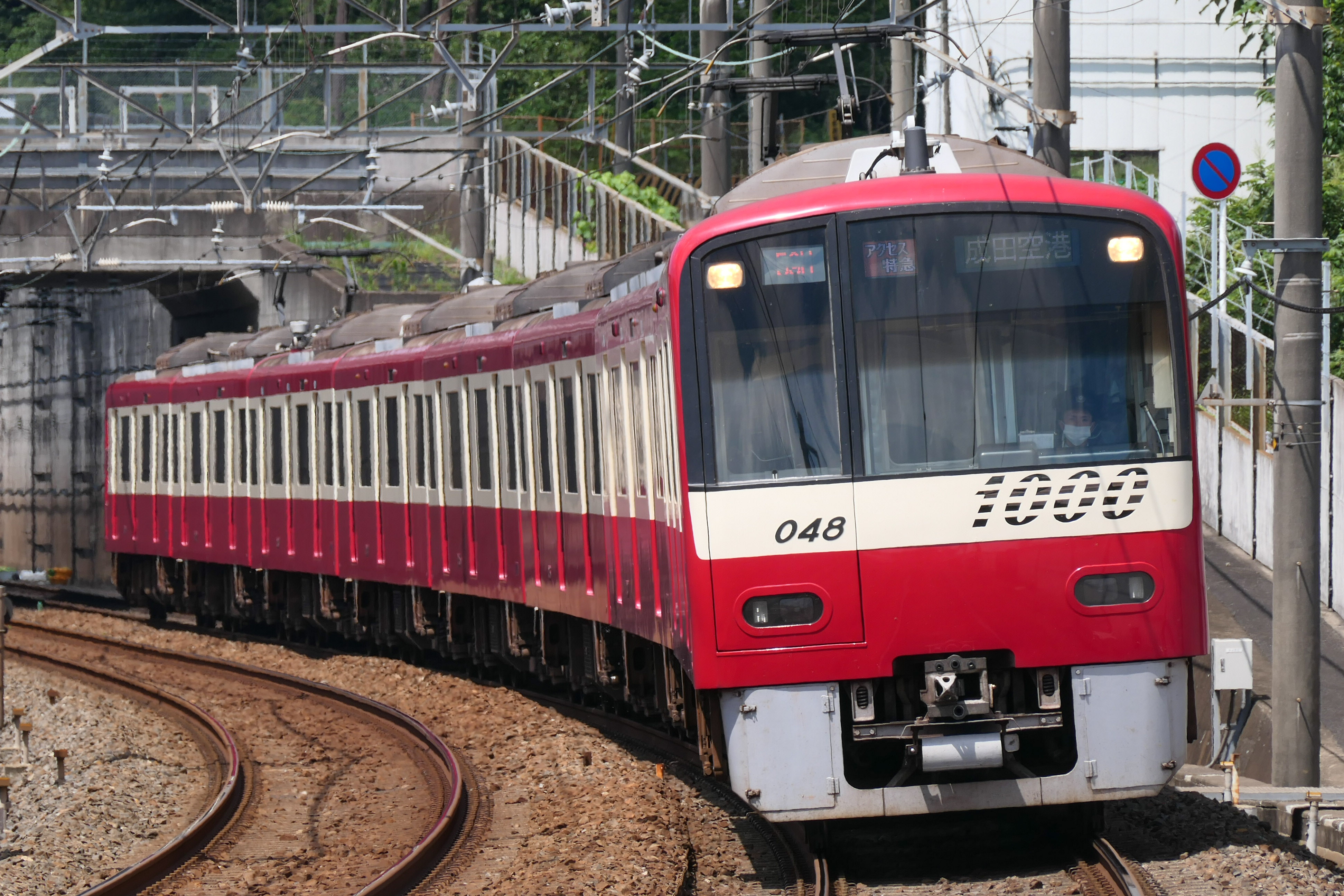
1000形（2代）アルミ車
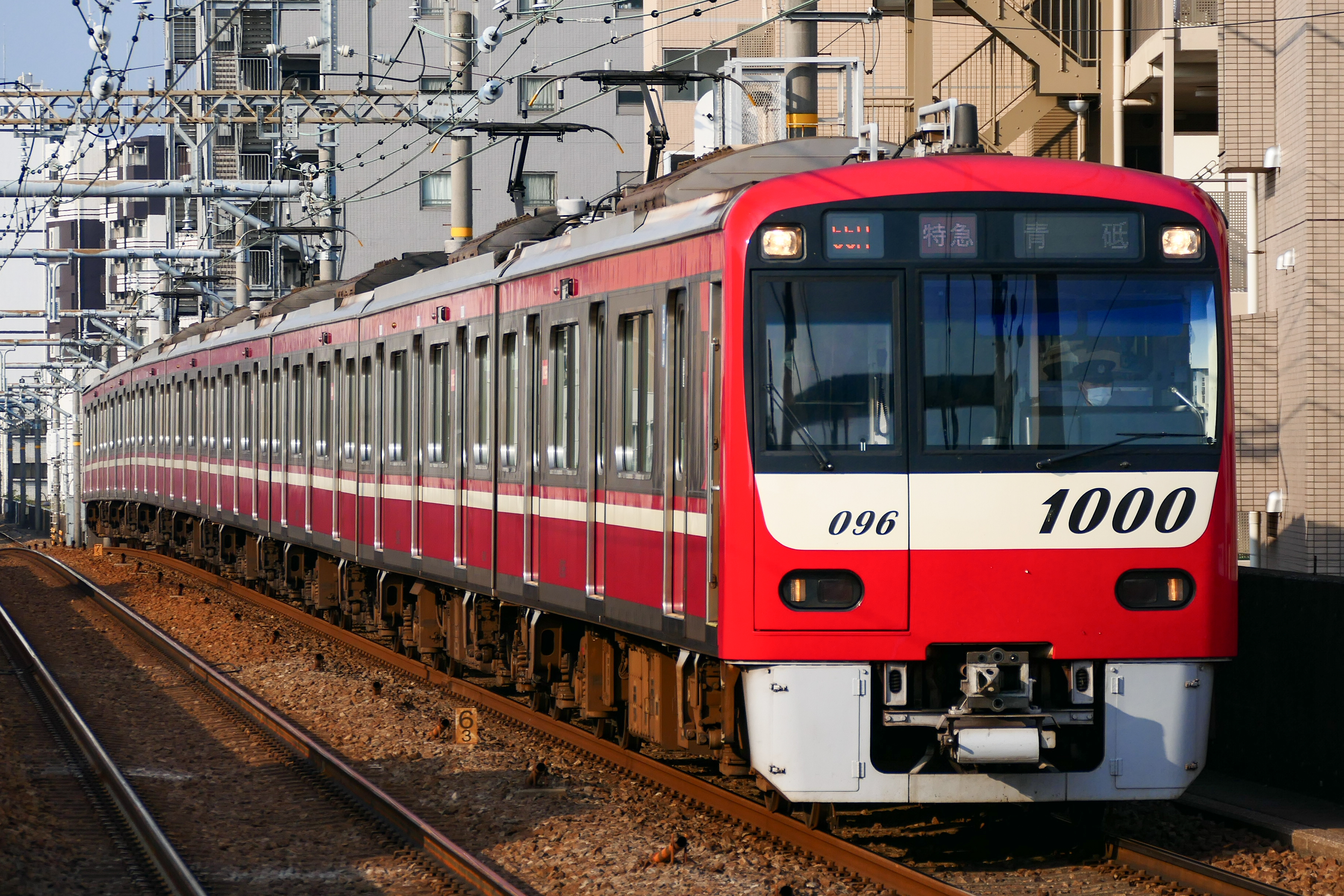
1000形（2代）ステンレス無塗装車
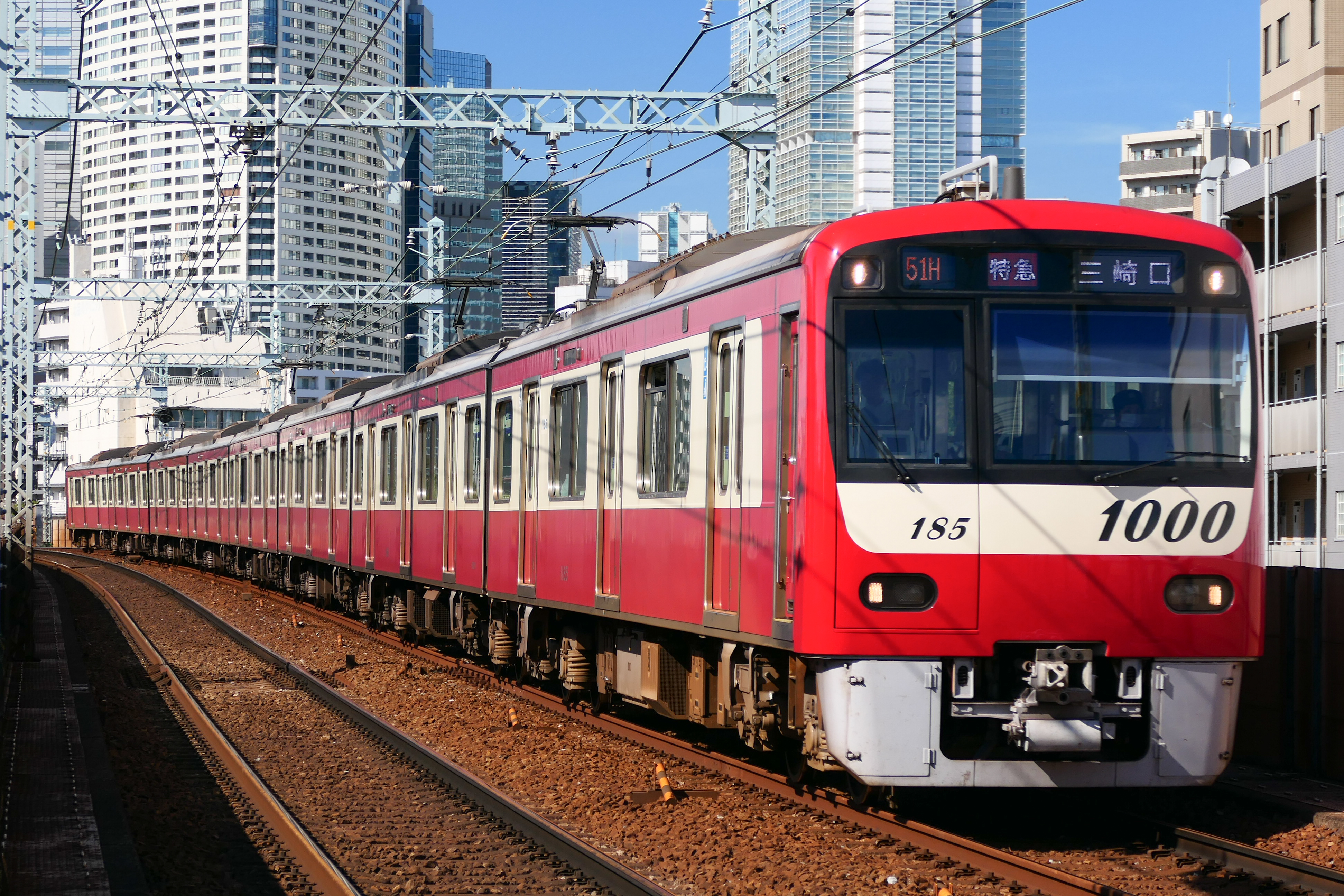
1000形（2代）ステンレスラッピング車
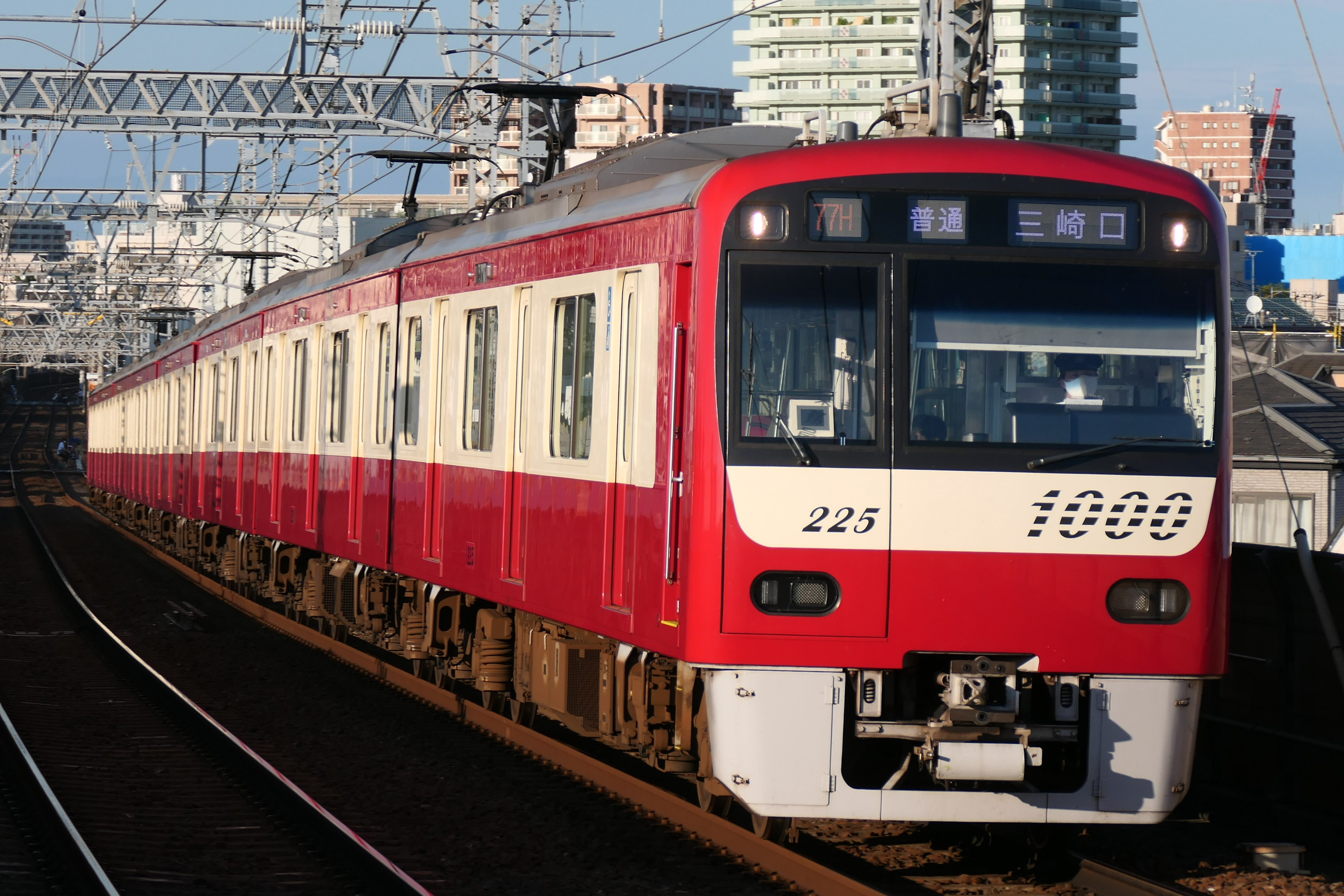
1000形（2代）ステンレス塗装車
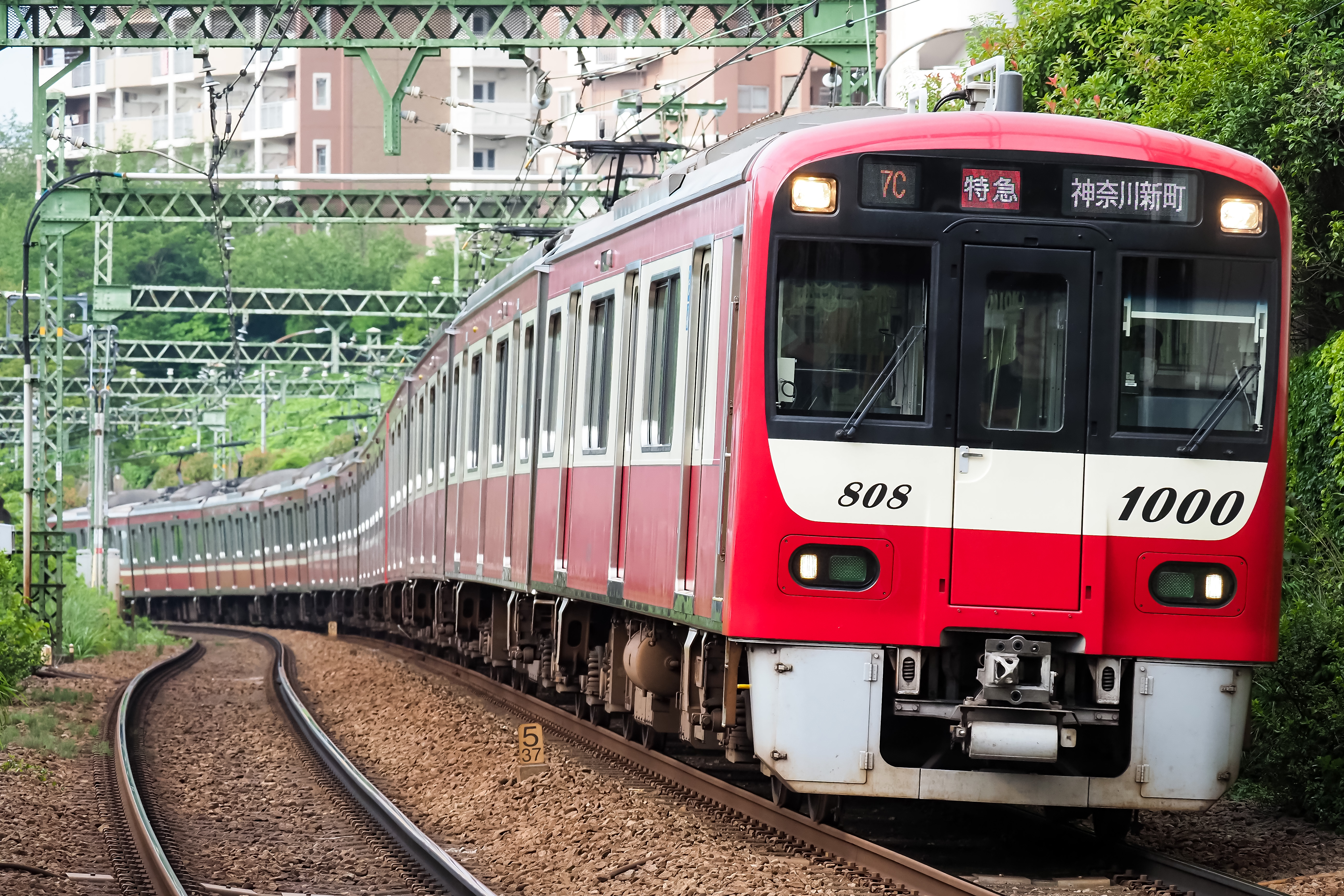
1000形（2代）1800番台
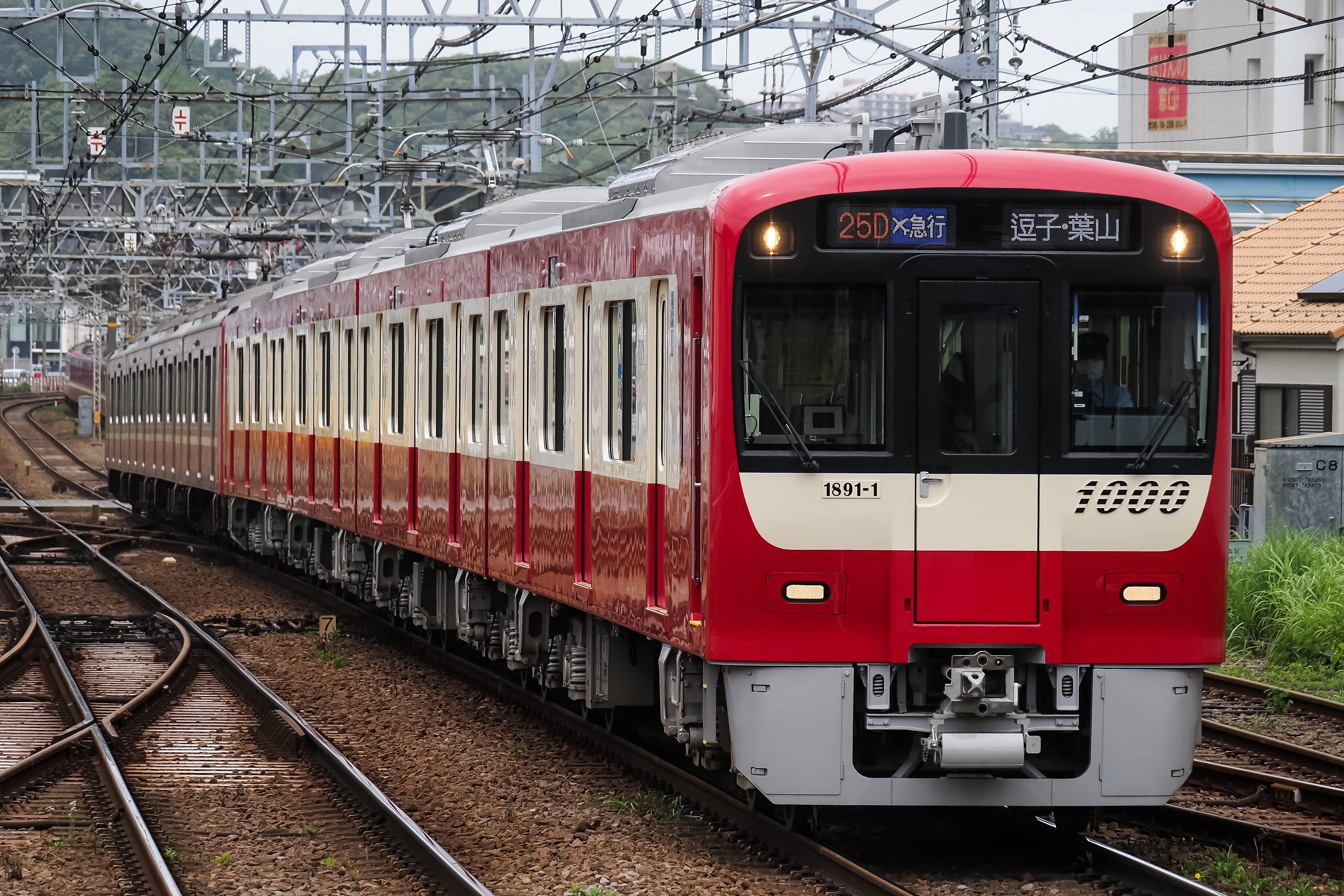
1000形（2代）1890番台
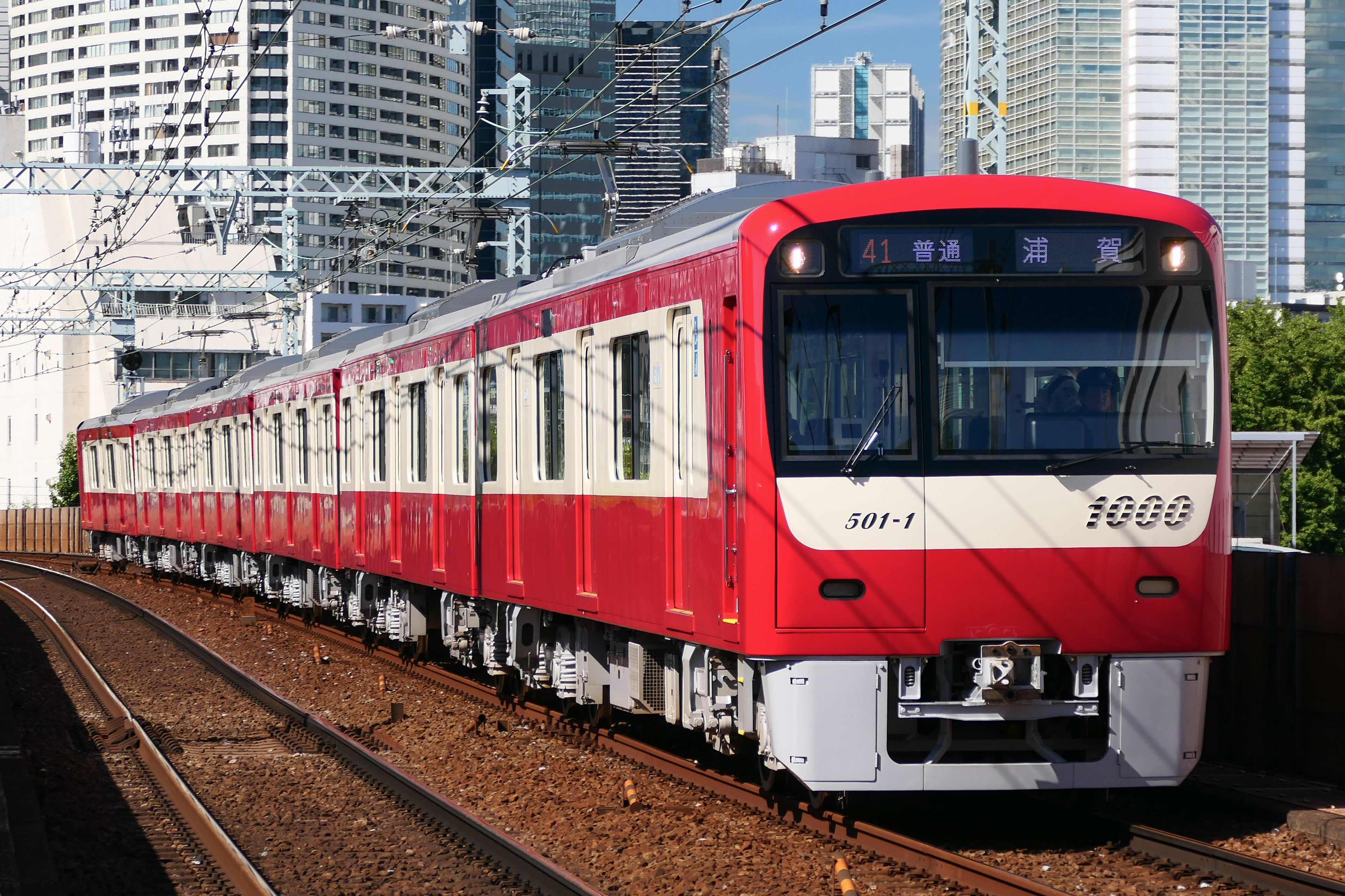
1000形（2代）1500番台
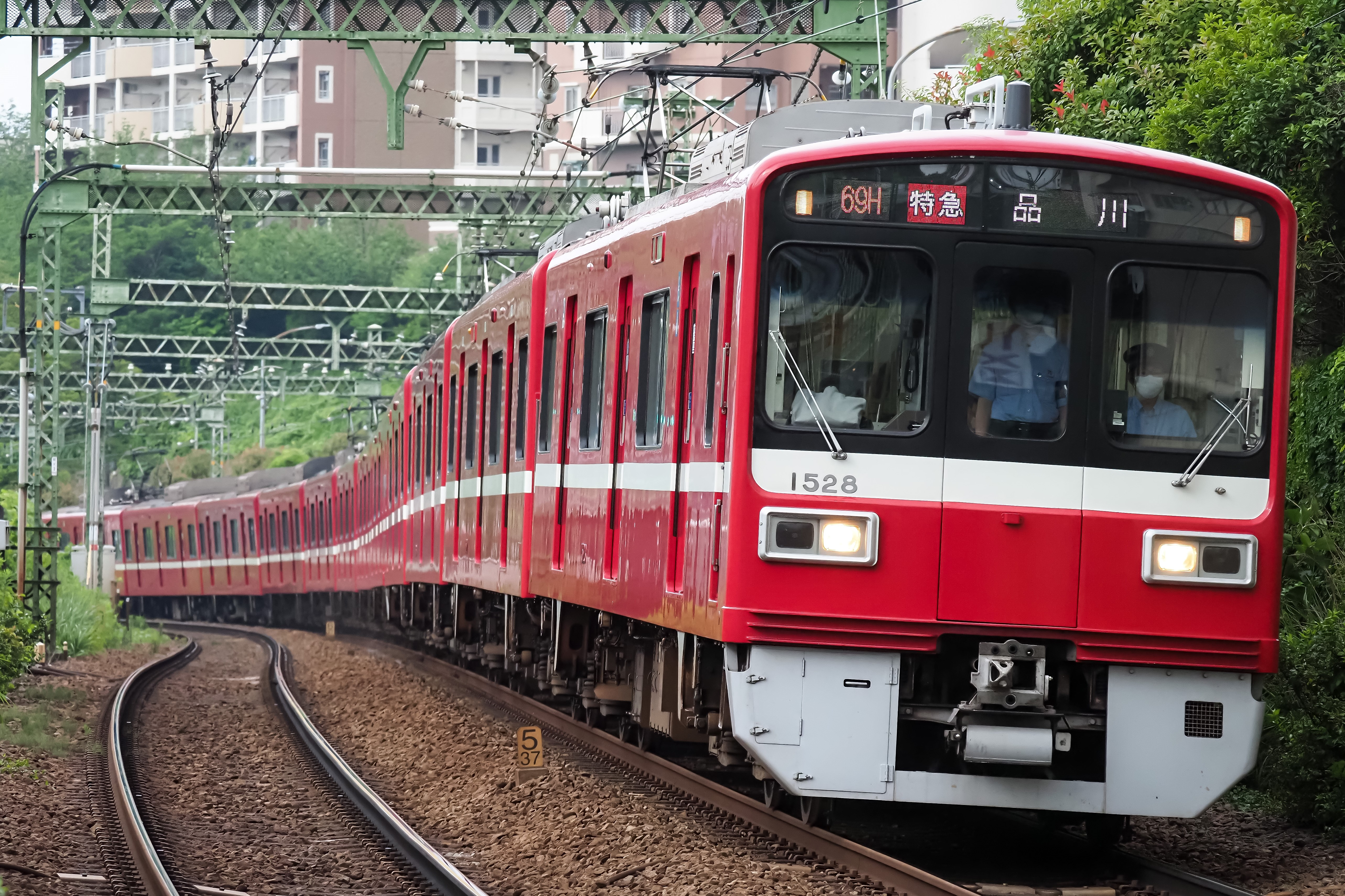
1500形
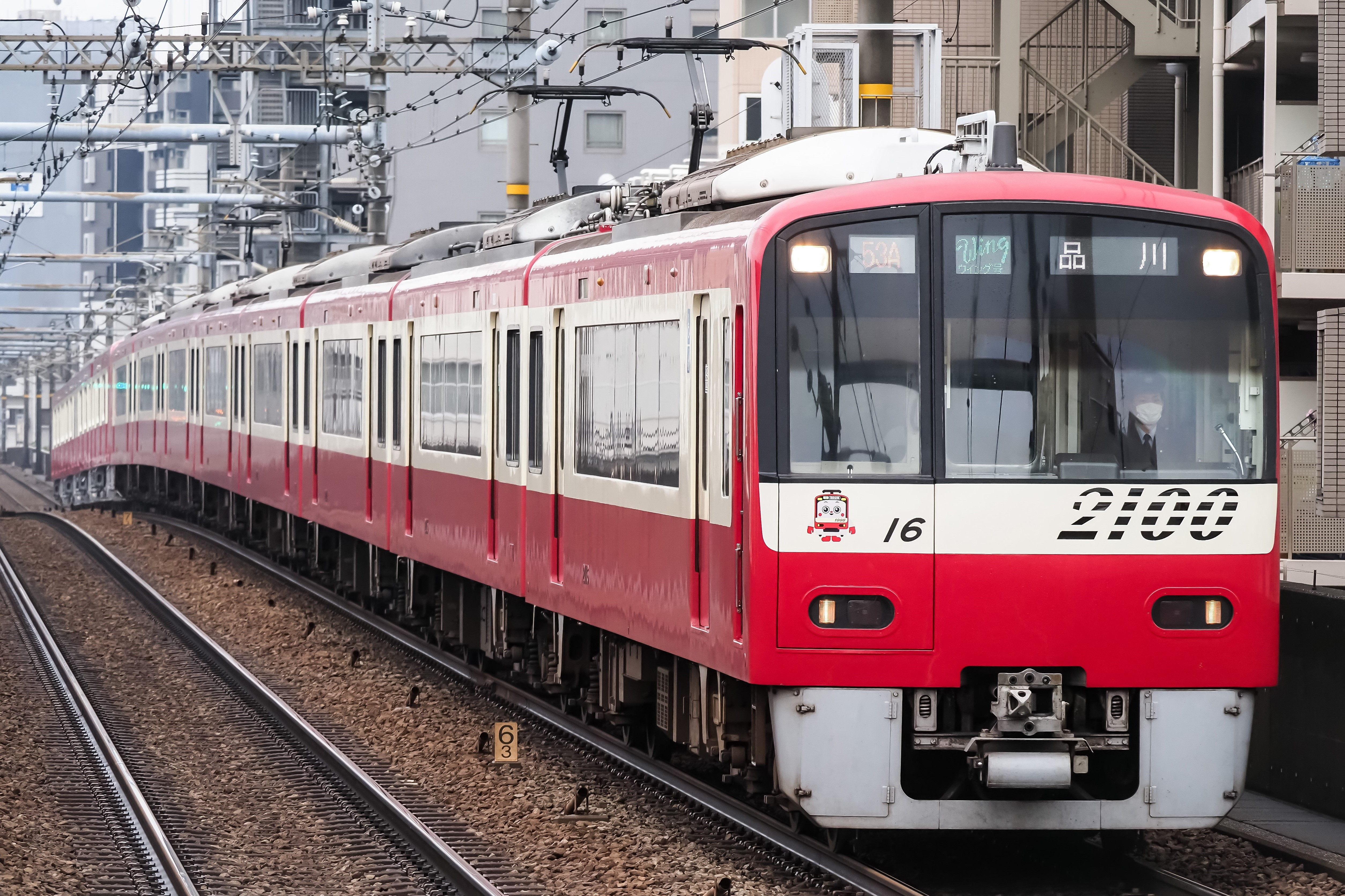
2100形
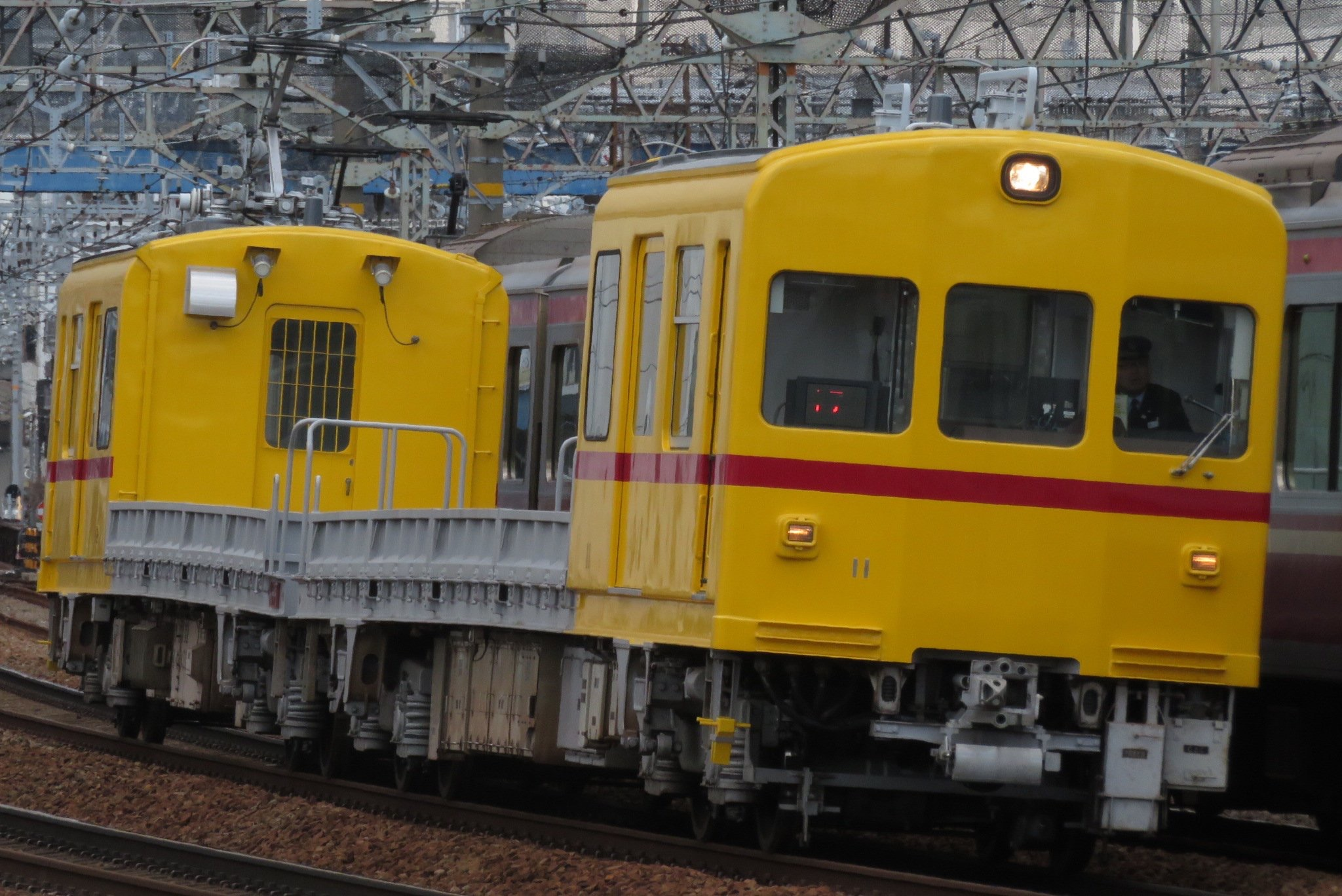
デト11・12形
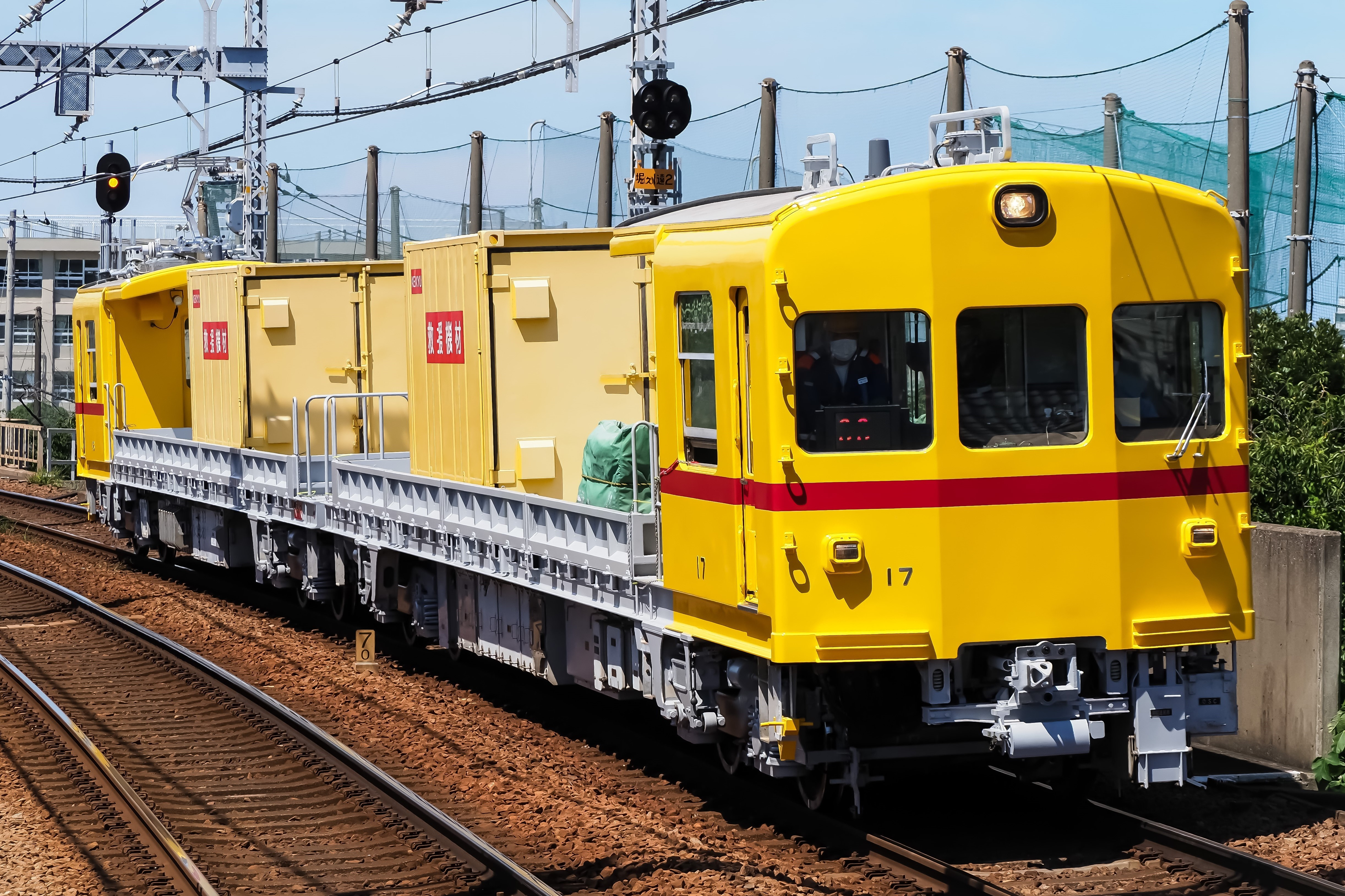
デト17・18形

### 過去の車両
京浜急行電鉄分離独立後に在籍した過去の車両は以下の通り。いずれも廃車時の形式。東急統合時と1965年、1966年に改番が実施され、製造時とは形式名が変更されている車両が多い。＊印は保存車、または譲渡車が現存する車両を示す。
- 旅客用車両
  - 110形
  - 120形
  - 140形＊
  - 230形＊
  - 400形（2代）
  - 500形
  - 600形（2代）＊
  - 700形（2代）＊
  - 800形（2代）＊
  - 1000形（初代）＊
  - 2000形＊
- 事業用車両
  - デト20形
  - デト30形
  - デワ40形
  - ホ50形
  - チ60形
  - ト70形
  - クト1形

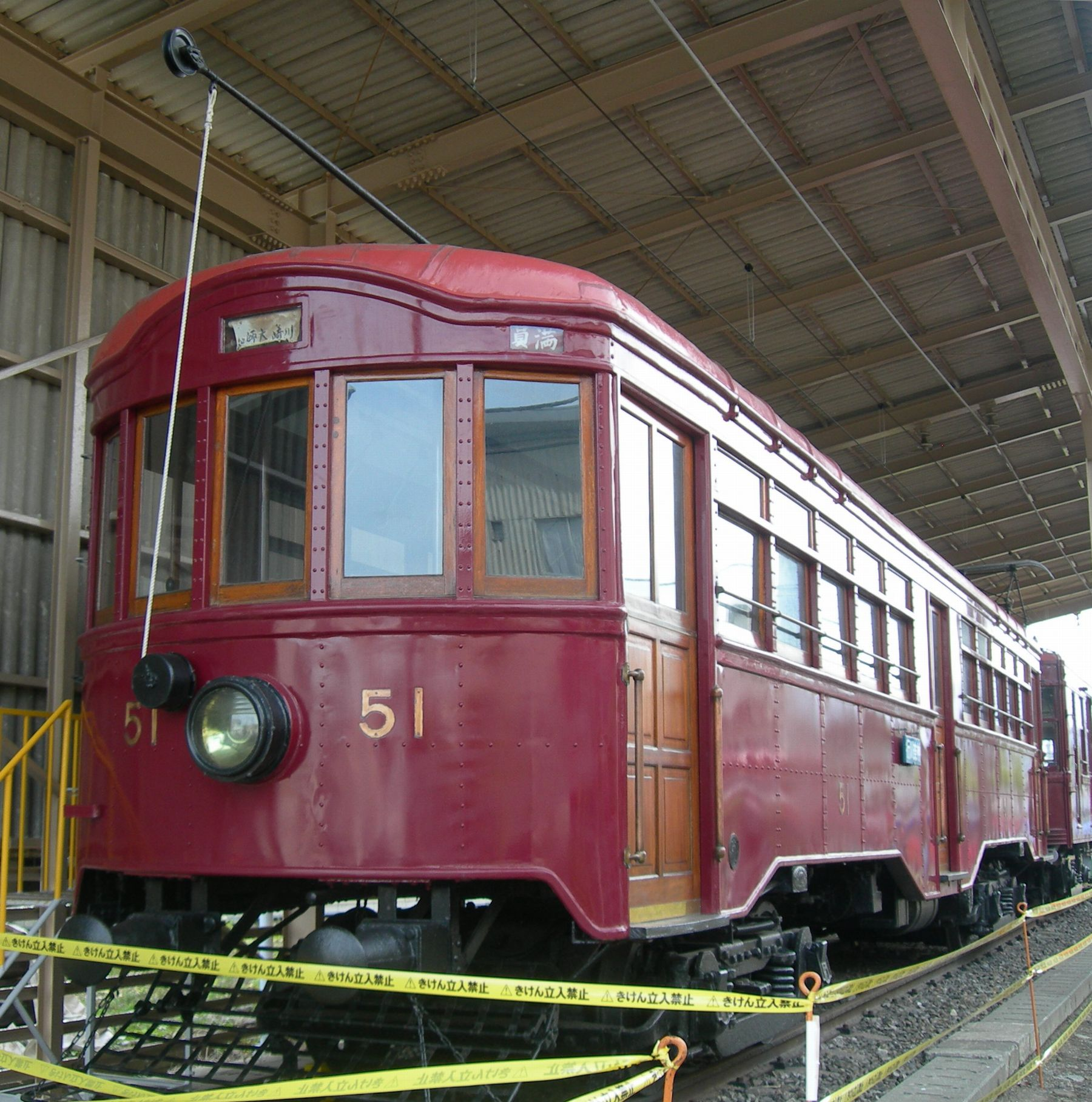
51形（140形）
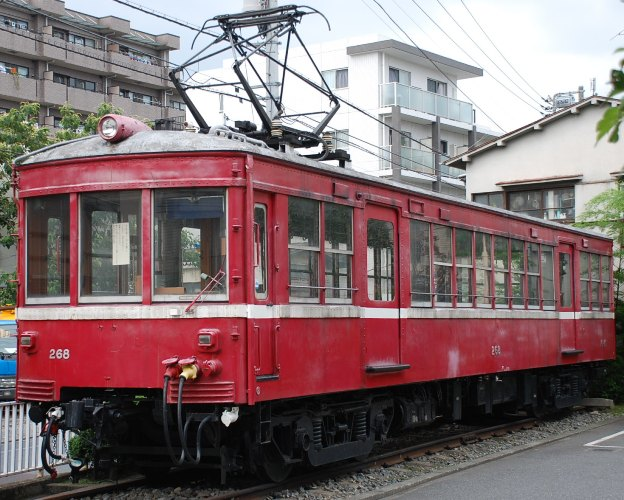
230形
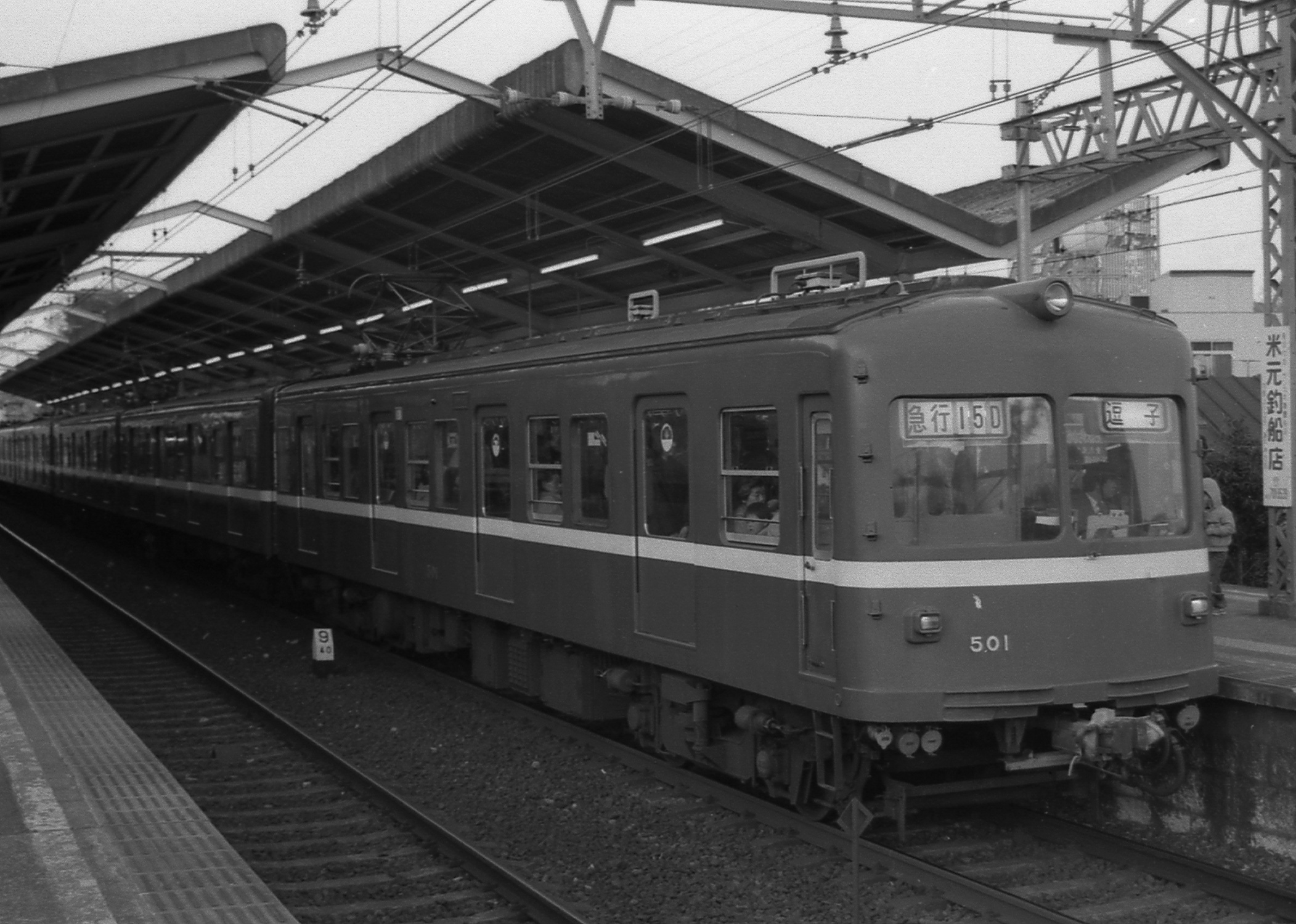
500形
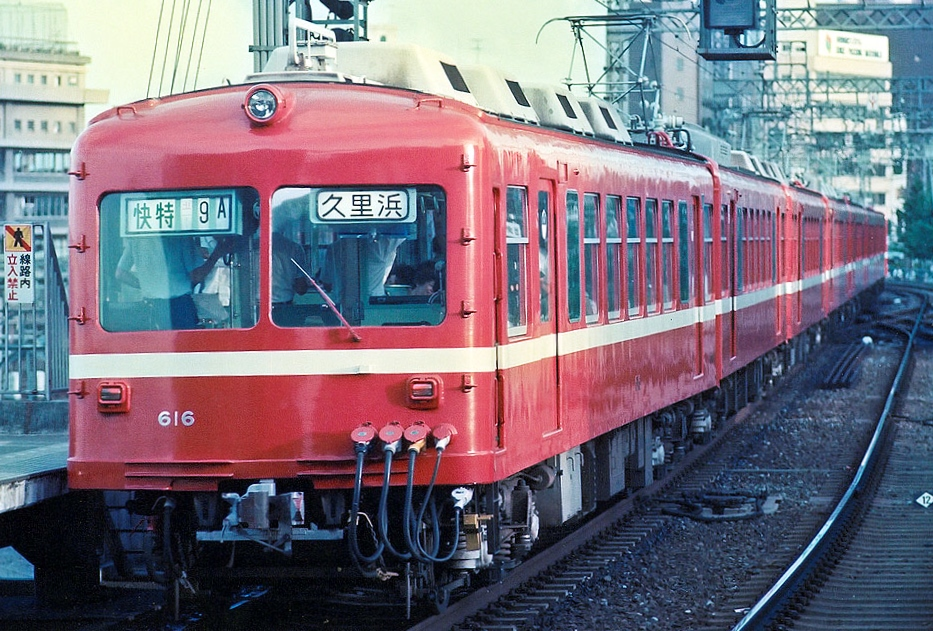
600形（2代）
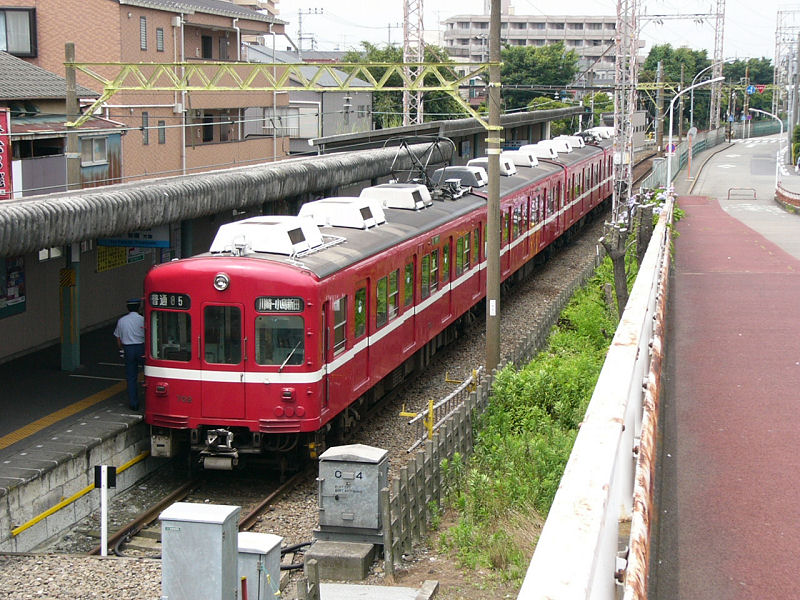
700形（2代）
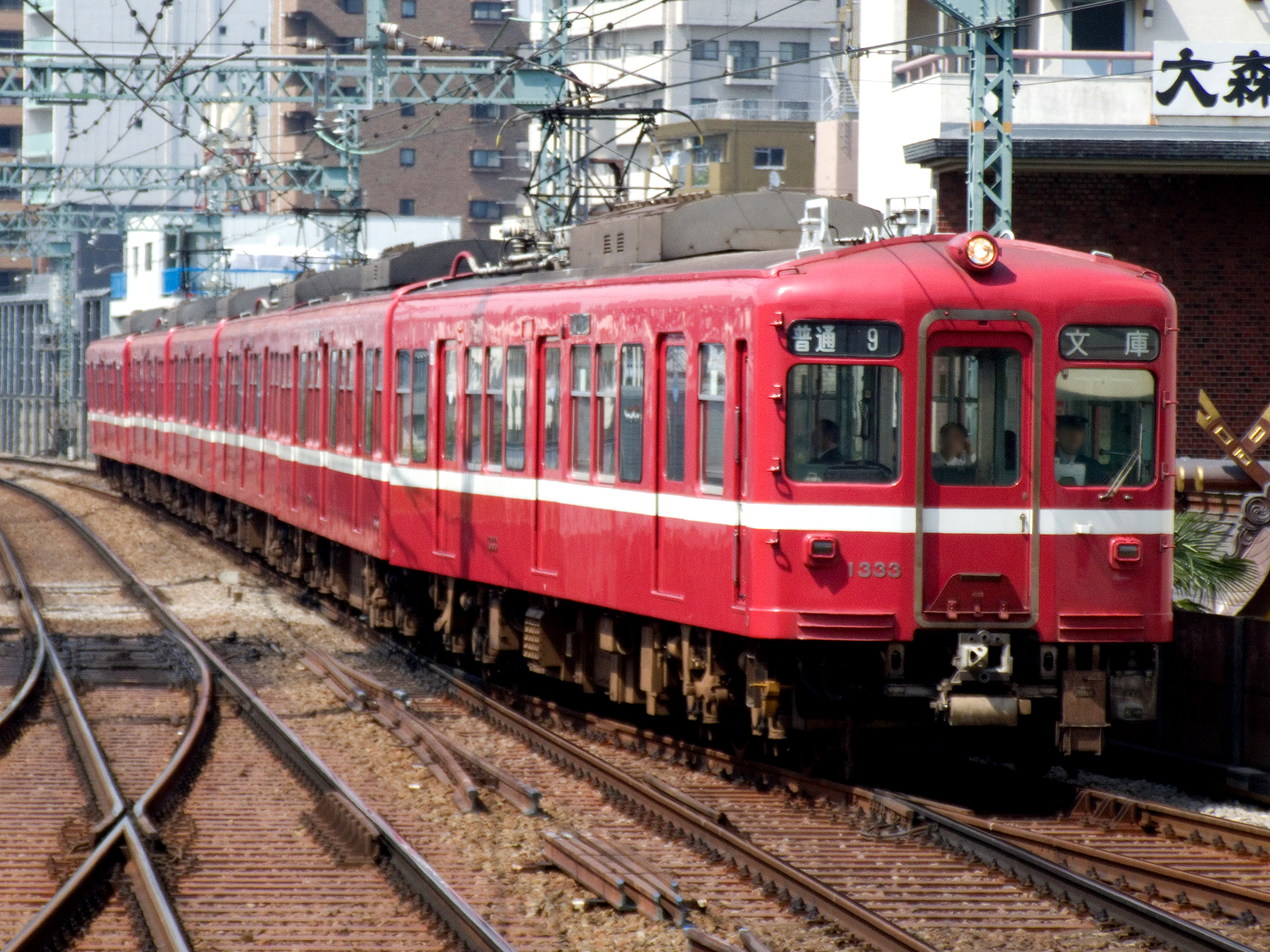
1000形（初代）
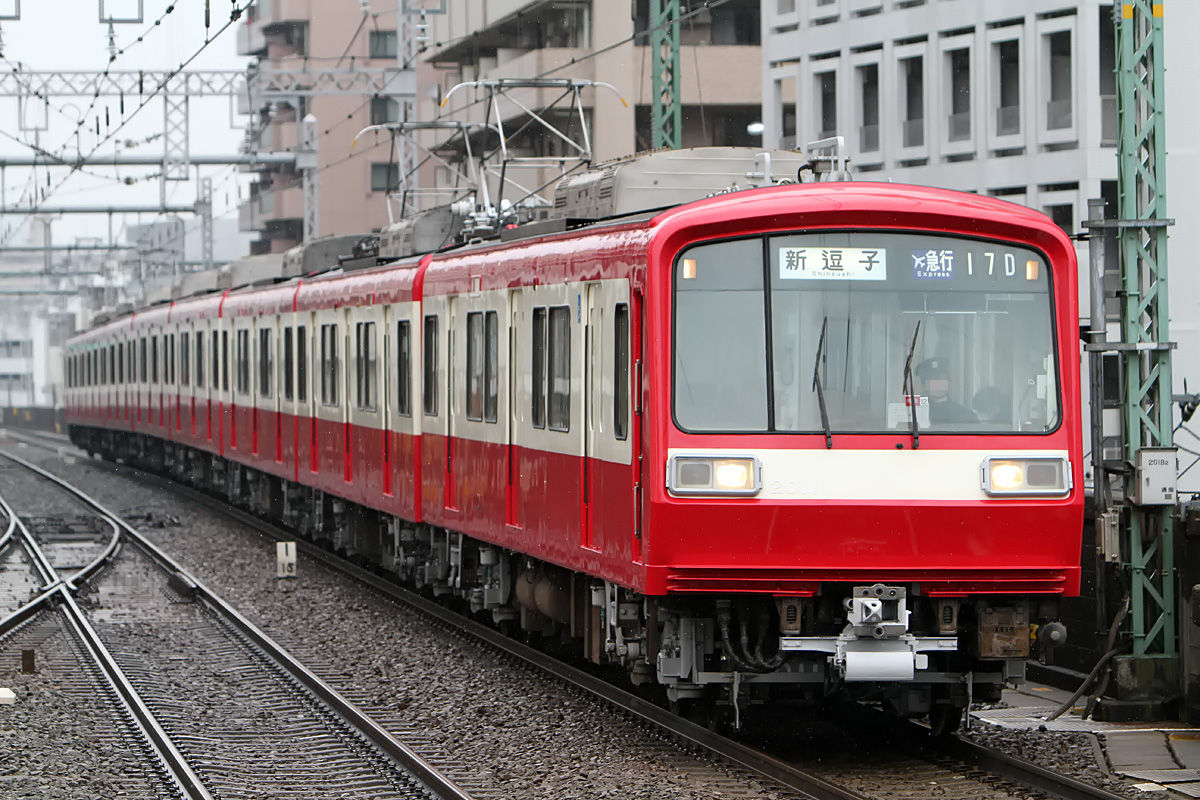
2000形
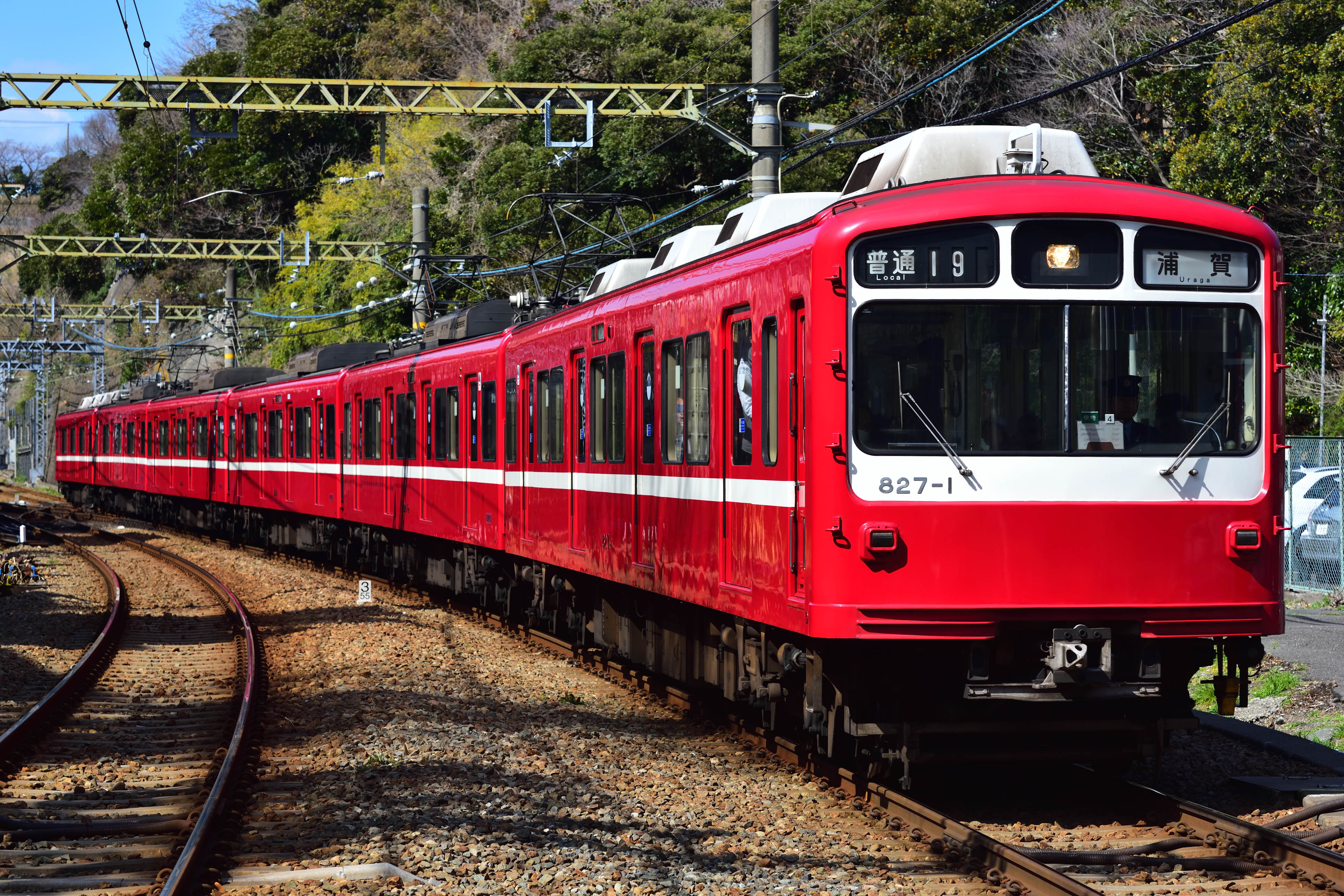
800形（2代）

開業期から京浜急行電鉄成立以前までに下記3形式の木造車両が在籍した。形式はいずれも製造時のもの。一部は京急分離独立後にも在籍していた。このほか、大師電気鉄道開業時から大正時代まで木造2軸電車が在籍していた。
- 1号形
- 26号形
- 29号形＊

廃車後の地方私鉄への譲渡先は、東京急行電鉄や西武鉄道と比べると多くないが、特筆すべき譲渡先としては高松琴平電気鉄道が挙げられ、木造車時代から平成に入って引退した車両まで数多くの車両が譲渡されている。

## 設備

### 運転保安装置
運転保安装置は全線で乗り入れ先各線と共通の1号型ATSを採用していたが、2009年（平成21年）2月14日よりC-ATSに更新した。検車区は久里浜の車両管理区を中心に金沢検車区と新町検車区を加え計3か所を有する。

### 立体交差化事業
路線はかつての軌道線や地方鉄道に由来するため地上を走行する区間が多かったが、各地で立体交差化が進んでいる。近年は弘明寺駅 - 上大岡駅間の高架化や空港線の一部地下化、京急蒲田駅付近の高架化が行われた。特に京急蒲田駅周辺では第一京浜や環状八号線に跨るため慢性的な交通渋滞の要因となっていたことから、早急な高架化を実現するために大部分で直接高架工法を導入して連続立体交差事業が行われ、2012年（平成24年）10月には事業区間全線が高架化。2017年（平成29年）3月に事業全体が完了した。2021年7月現在で進行中の事業は、大師線地下化第1期、品川駅付近連続立体交差化である。

### 待避線
待避駅では列車衝突の防止および信号現示の効率化のため、待避線に安全側線を設けることを基本としている。これにより、待避列車に対しYY現示（警戒）でなくY現示（注意）で進入させることができ、また後続列車に対しても場内信号機にG現示（進行）を早く出すことができる。

### 旅客案内施設
大規模な駅では発車時刻や行先などを表示する発車標のLED式表示装置、液晶式表示装置への更新が行われている。また品川駅、京急蒲田駅、羽田空港第3ターミナル駅、羽田空港第1・第2ターミナル駅、横浜駅などでは外国人の利用客を意識して日本語、英語のみならず中国語、韓国語の表示にも対応している。
品川駅1番線、京急蒲田駅1,4番線、羽田空港第3ターミナル駅、羽田空港第1・第2ターミナル駅、京急川崎駅3番線、横浜駅では自動放送装置も導入されている。ドア数や車両数の違いや分割・併合の多さ、先着などの案内が複雑なため主要駅への自動放送装置導入には消極的であったが、詳細なアナウンスができるシステムが構築され、駅員によるアナウンスと遜色のない細やかな情報が提供されることが特徴である。
その他、接近する列車の種別が表示される簡易案内装置が多くの駅で導入されている。あくまで接近列車の種別を示すもので、JRの東京圏輸送管理システム (ATOS) のように次発列車の時刻・種別を案内するものではない。当初は機械式であったが、現在はLED式となっている。また、併せて列車接近自動放送（通過・停車別）が導入されている駅も多いが、内容は非常に簡易的である（例:「まもなく、上り、快特が、到着致します。危険ですから、黄色い線の内側に、下がって、お待ちください。」）。
また、2008年（平成20年）11月18日より「京急駅メロディ大募集」として同年7月に一般公募により決定したご当地ソングが京急線内主要17駅（品川・青物横丁・立会川・平和島・京急蒲田・羽田空港（現：羽田空港第1・第2ターミナル）・京急川崎・横浜・上大岡・金沢文庫・金沢八景・新逗子（現：逗子・葉山）・横須賀中央・堀ノ内・浦賀・京急久里浜・三崎口の各駅）で、接近メロディとして使用が開始されている（後に生麦・羽田空港第3ターミナル・港町・井土ヶ谷・追浜・三浦海岸の各駅や、期間限定で梅屋敷・川崎大師の両駅でも採用された。それぞれの駅の採用曲は「発車メロディ#京浜急行電鉄」の項目を参照）。メロディはスイッチの制作で、編曲は塩塚博が手掛けた（品川駅と羽田空港第1・第2ターミナル駅の『赤い電車』は除く）。なお、ご当地ソングを鉄道事業者が採用している例はこれが初めてではなく、既に西日本鉄道（西鉄）で行っているが、西鉄では列車車内でのメロディでの採用に対して京急では駅の案内で使用している点が異なる。
ホームで駅員が監視業務をしていない駅では車掌がワイヤレスマイクを通じて駅ホームスピーカーを使い（一部の京成車は車外スピーカーで直接）、種別、行先、ドア閉めの告知をしており、笛や発車ブザーによる発車案内は主要駅を除き省略されている。通過待ちをする列車の乗務員はホームに立ち通過監視を行うのが慣習になっているほか、車掌による発車時のホーム監視は8両編成以下の場合乗務員室扉を開けて行っていたが（ホームドア設置駅を除く）、近年は安全のため乗務員扉を閉め窓から監視するようになっている。また監視に集中することから、車掌と駅員の間での敬礼は行われない。
また、車両は羽田空港・浦賀・逗子・葉山・三崎口寄りを1号車とし、品川寄りを大きい数字（12両編成の場合12号車、8両編成の場合8号車）としている。
2019年1月28日、羽田空港国際線ターミナル駅（現：羽田空港第3ターミナル駅）に、目の錯覚を利用した「錯視サイン」を全国の駅で初めて導入している。

### 駅務施設
自動券売機は現在すべてがタッチパネル式多機能券売機となっているが、PASMOの導入に合わせてPASMO対応への改造が行われた。一部には定期券発行機能（新規含む）が搭載され、利便性向上を図っている。2010年7月下旬から品川駅を皮切りに、自動券売機が順次更新されている。1994年（平成6年）4月1日には独自のストアードフェアシステムを導入し、対応するルトランカードの販売・利用が開始された。一方でパスネットの利用開始は機器更新が間に合わず、2000年（平成12年）10月14日のサービス開始時には導入せず2001年（平成13年）以降の予定としていたが、羽田空港駅（現：羽田空港第1・第2ターミナル駅）開業に伴う乗客増加に対応すべく、2000年12月20日に前倒しで導入した（ただし導入当時は対応自動改札機が限定されていた）。

## 運賃
大人普通旅客運賃（小児は、IC運賃は全区間75円均一、切符利用の場合は半額・10円未満の端数切り上げ、タッチ決済は小児運賃の適用なし）。2023年（令和5年）10月1日改定。
| キロ程 (km) | 運賃（円）             | 運賃（円）                        |
| キロ程 (km) | 1円単位運賃 （IC運賃） | 10円単位運賃 （切符・タッチ決済） |
| ----------- | ---------------------- | --------------------------------- |
| 1 - 3       | 150                    | 150                               |
| 4 - 6       | 180                    | 180                               |
| 7 - 10      | 228                    | 230                               |
| 11 - 15     | 277                    | 280                               |
| 16 - 20     | 313                    | 320                               |
| 21 - 25     | 347                    | 350                               |
| 26 - 30     | 403                    | 410                               |
| 31 - 35     | 455                    | 460                               |
| 36 - 40     | 510                    | 510                               |
| 41 - 45     | 566                    | 570                               |
| 46 - 50     | 650                    | 650                               |
| 51 - 55     | 667                    | 670                               |
| 56 - 60     | 710                    | 710                               |
| 61 - 67     | 740                    | 740                               |
特定運賃
JR線との競合のため、品川駅 - 横浜駅で313円（切符は320円）、品川駅 - 京急川崎駅、京急川崎駅 - 横浜駅で240円（切符同額）の特定運賃を設定。
これに伴い、品川駅 - 神奈川駅・京急東神奈川駅、北品川駅・新馬場駅 - 横浜駅などの区間でも特定運賃を適用。
加算運賃
羽田空港第3ターミナル駅・羽田空港第1・第2ターミナル駅発着の運賃は50円を加算（小児は25円加算。小児IC運賃は75円+25円で100円となる）
天空橋駅 - 羽田空港第1・第2ターミナル駅間内のみの利用は加算運賃なし。
割引運賃
品川 - 新馬場の各駅と泉岳寺駅を経由して都営浅草線大門駅 - 五反田駅（泉岳寺駅を除く）の各駅、泉岳寺駅・三田駅を経由して都営三田線白金高輪 - 芝公園の各駅との運賃は、大人20円・小児10円の割引。
子安 - 日ノ出町の各駅（横浜駅を除く）とみなとみらい線新高島 - 馬車道の各駅との運賃は、大人20円・小児10円の割引。
子安 - 日ノ出町の各駅（横浜駅を除く）と東急東横線反町 - 白楽の各駅との運賃は、大人20円・小児10円の割引。
このほか、品川駅・八丁畷駅・横浜駅で京急線とJR線の初乗り区間同士を利用する場合、大人・小児とも10円（八丁畷乗り換えに限り大人は20円）の割引が適用される。
羽田空港への航空便が就航している新千歳空港および大阪国際空港（伊丹空港）にも券売機が設置されており、羽田空港第1・第2ターミナル駅からの乗車券を購入することができる。2016年3月15日より、全日本空輸（ANA）が運営するANAマイレージクラブと連携し、この券売機できっぷを買うとANAのマイルが貯まる「京急ANAのマイルきっぷ」を発売している。
タッチ決済（実証実験）
2024年12月21日より東京都交通局（都営地下鉄）と連携し、三井住友カードの「stera transit」を活用したクレジットカードなどのタッチ決済（Visa・JCB・American Express・Diners Club・Discover・銀聯）による乗車サービスの実証実験を開始した。京浜急行電鉄での利用可能駅は泉岳寺駅・品川駅・京急蒲田駅・横浜駅および空港線の全駅で、10円単位の大人普通運賃が適用される。なお、乗り継ぎ割引については適用されない。

## 割引乗車券

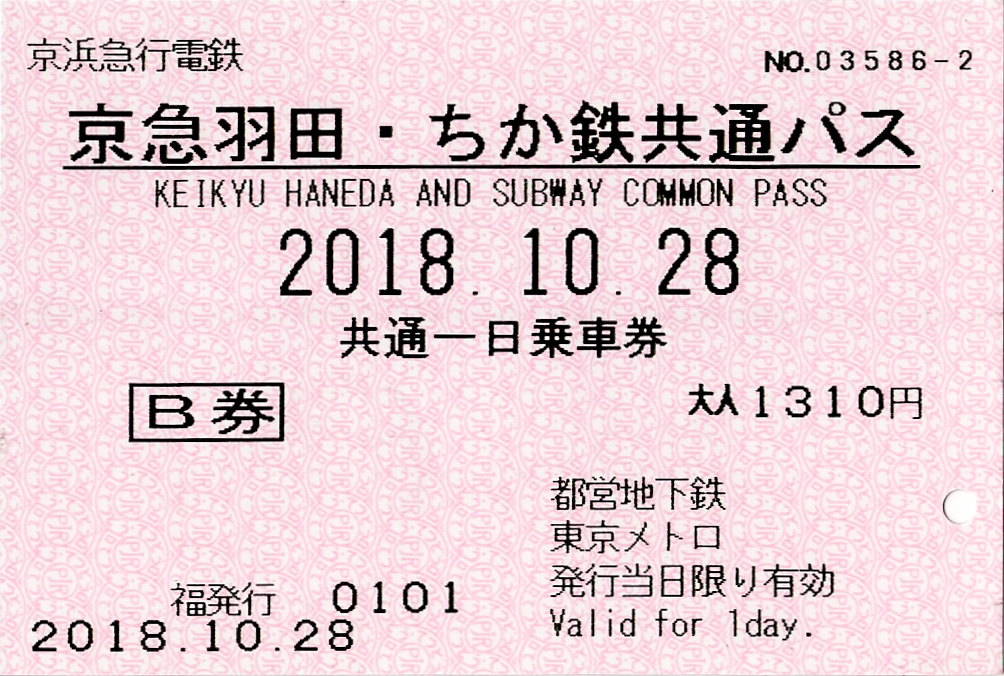
京急羽田・ちか鉄共通パス 共通一日乗車券 B券

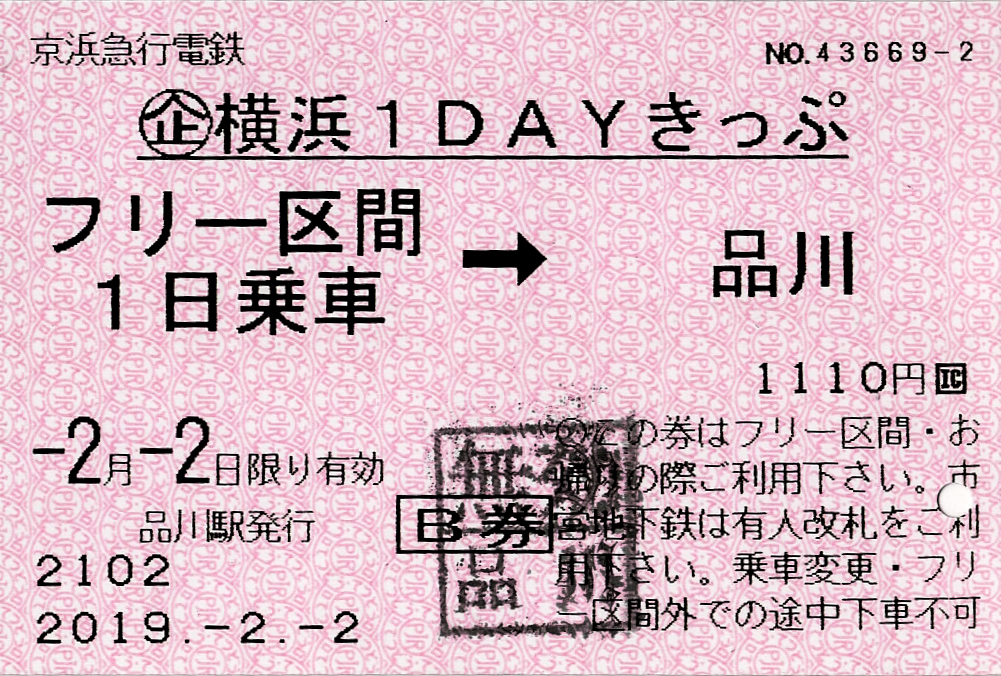
横浜1DAYきっぷ B券

京急線は、沿線に三浦半島、横浜といった観光地や羽田空港を擁し、観光客を始めとする利用者に向けて様々な割引乗車券（企画乗車券）を発売している。
一部の乗車券は、京急沿線おでかけサービス『newcal』サイト内の「デジタル乗車券」のみの発売で、紙式乗車券の発売は行わない乗車券がある。
なお、ここでは単に「羽田空港駅」と記した場合、羽田空港第3ターミナル駅と羽田空港第1・第2ターミナル駅の両方が含まれる。

### 発売中の割引乗車券
三浦半島1DAYきっぷ／三浦半島2DAYきっぷ
京急本線金沢文庫駅 - 浦賀駅、逗子線・久里浜線全線および三浦半島エリアの京浜急行バス指定区間が乗降自由、三浦半島の各種施設の優待特典が付く。各々1日ないし2日間有効。以前は横須賀市内エリアをフリー区間に収めたものも発売していた。
みさきまぐろきっぷ
京急線乗車駅 - 三崎口駅の往復乗車券と、三崎エリアの京浜急行バスが乗り降り自由、マグロ料理の食事券、レジャー施設利用券が付く。1日間有効で、乗車券は往復とも後戻りしない限り途中下車も可能である。特に三浦海岸駅周辺の線路沿い河津桜と菜の花が咲き誇る2月後半の利用者が多い。 なお、三浦国際マラソン当日は発売休止となる。
葉山女子旅きっぷ
京急線乗車駅 - 逗子・葉山駅までの往復乗車券、逗子駅および逗子・葉山駅から葉山町および鎌倉市の九品寺方面までのフリー区間電車バス乗車券、選べる逗子・葉山ごはん券、お土産引換券のセット。「女子旅」と記載されているが、男性も購入できる。当日限り有効。
よこすか満喫きっぷ
「よこすかグルメきっぷ」の後継商品。京急線乗車駅 - 往復乗車券、横須賀市内のフリー区間電車バス乗車券、選べる食事券（ヨコスカネイビーバーガーまたはよこすか海軍カレー）に加え、施設利用券またはお土産引換券がつく。当日限り有効。
東京1DAYきっぷ
京急線乗車駅 - 品川駅の往復乗車券と、フリー区間となる京急線泉岳寺駅 - 品川駅および東京都交通局（都営地下鉄・都営バス・都電さくらトラム・日暮里・舎人ライナー、即ち都営部分は都営まるごときっぷと同等の効力）が乗降自由。泉岳寺駅を除く京急線各駅で販売している。1日間有効。以前は「TOKYO探索きっぷ」の名称で発売していた。
横浜1DAYきっぷ
京急線横浜駅 - 上大岡駅および横浜市営地下鉄ブルーライン横浜駅 - 上大岡駅（ただし蒔田駅・弘明寺駅では途中乗降不可）、みなとみらい線全線、横浜市営バス（横浜都心部の一部区間）、神奈中バス（横浜都心部の一部区間および11系統（桜木町駅前 - 中村橋））が乗降自由。1日間有効。「みなとぶらりチケット」に京急線横浜駅 - 上大岡駅間とみなとみらい線を追加したものといっても良い。
弘明寺みうら湯きっぷ
乗車駅 - 弘明寺駅の往復乗車券と「みうら湯弘明寺店」の入場割引券。2日間有効。みうら湯の設備点検実施による休業日は本きっぷも発売中止となる。また、橋脚耐震工事による長期休業のため、2015年4月1日から1年間発売を休止していた。
東京湾フェリー往復きっぷ／片道きっぷ（デジタルきっぷのみ）
京急線乗車駅 - 京急久里浜駅および京急久里浜駅 - 久里浜港の京急バスと、久里浜港 - 金谷港の東京湾フェリーの乗車船券。往復きっぷは4日間、片道きっぷは2日間有効。2023年10月1日以降、値上げをした上でデジタルきっぷのみの発売に移行し、片道きっぷを新たに新設。
京急羽田・ちか鉄共通パス
京急線羽田空港駅 - 泉岳寺駅の片道乗車券と都営・東京地下鉄共通一日乗車券。羽田空港第1・第2ターミナル駅と羽田空港第3ターミナル駅で発売。
東京トラベル1DAYパス／東京トラベル2DAYパス
京急線羽田空港駅 - 泉岳寺駅（品川駅でも乗降可能）の片道乗車券と都営地下鉄一日乗車券（ワンデーパスと同等の効力）。羽田空港第1・第2ターミナル駅と羽田空港第3ターミナル駅で発売。
空の旅おでかけきっぷ
京急線羽田空港駅 - 押上駅または浅草駅経由 - 東武本線各駅（一部を除く）の割引乗車券。1日間有効。羽田空港第1・第2ターミナル駅と羽田空港第3ターミナル駅で発売。
羽得きっぷ
関東地区を除くJTBグループと近畿日本ツーリストグループの窓口（一部を除く）で発売。京急線羽田空港駅 - 泉岳寺または横浜駅の往復割引乗車券。9日間有効。

#### PASMO限定発売
以下の乗車券はPASMOでのみ発売する。定期券が搭載されていないカードのPASMOのみ使用可能である。いずれも泉岳寺駅では発売していない。
京急全線1日フリーパス
京急の鉄道路線全線が発売日当日限り乗り放題となる乗車券。
京急線・京急バス1日フリーパス
京急の鉄道路線全線と京急バスの空港・中距離バスを除く全線が発売から24時間乗り放題となる乗車券。
みなとみらいきっぷ
発売駅から横浜駅までの往復（途中下車可能）と、みなとみらい線が乗り放題となる乗車券。横浜駅では発売していない。
東京周遊パス
発売駅から泉岳寺駅までの往復（途中下車不可能だが、泉岳寺駅と品川駅のみ乗り降り自由）と都営地下鉄・東京メトロが1日乗り放題となる乗車券。羽田空港駅では発売していない。

### 過去に発売されていた割引乗車券
平和島温泉クアハウスきっぷ
乗車駅 - 平和島駅の往復乗車券と「平和島温泉クアハウス」の入場割引券。2日間有効。2011年6月現在発売を終了している。
記念艦三笠きっぷ
テレビドラマ『坂の上の雲』の放送に合わせて発売されていた割引乗車券。2012年3月31日までの期間限定発売。京急線乗車駅 - 往復乗車券、フリー区間および記念艦「三笠」の入場引換券、Z旗のハンカチがついていた。なお、中学生の場合は記念品がプレゼントされた。なお、小人用の設定はなかった。1日間有効。
大田江戸前きっぷ
京急線乗車駅 - 往復乗車券、フリー区間および江戸前食事券（指定された10店舗の中から1品選ぶ）、商店街おみやげ券 または レトロ喫茶券。当日限り有効。
京急&東京スカイツリー周辺散策フリーきっぷ
京急線乗車駅 - 都営浅草線浅草駅・押上駅の往復乗車券、東武伊勢崎線（東武スカイツリーライン）浅草駅 - 北千住駅間・押上駅 - 曳舟駅間・東武亀戸線全線のフリー区間の割引乗車券。1日間有効。2014年3月31日で発売終了。
よこすかグルメきっぷ
京急線乗車駅 - 往復乗車券、フリー区間電車バス乗車券および選べる食事券（「ヨコスカネイビーバーガー」または「よこすか海軍カレー」）。よこすか満喫きっぷの発売に伴い、発売終了。
羽田京急きっぷ
日本各地の空港のリムジンバスの往復乗車券と、京急線往復乗車券がセットになったきっぷ。京急線内では羽田空港第1・第2ターミナル駅から品川（泉岳寺）または横浜までならどの駅でも利用可能。バスの乗車券、京急の乗車券とも2枚1組になっているのでペア乗車券としても使えた。有効期限は10日。2019年9月30日で発売終了。

## 広報

### 広報誌
- 京急のまちマガジン なぎさ（偶数月の1日発行）
- Haneiro KEIKYU
- MIULIKE
- 京急線 普通電車の旅（廃刊）

なお、『なぎさ』と『Haneiro KEIKYU』は京急各線全駅以外に、都営地下鉄及び京成線の主要駅にて配布している。

### 企業博物館
京急グループ本社1階に「京急ミュージアム」が2020年1月21日に開館した。

### 他社との相互旅客誘致
- 東武鉄道、近畿日本鉄道、京阪電気鉄道、南海電気鉄道、ならびに西日本鉄道などと共同で、空港アクセスPRなど相互の旅客誘致活動を推進している。
- 2012年には京急が西武鉄道の沿線を、西武が京急の沿線を互いにPRするラッピングを施した電車を半年間運行した[107]。
- 2018年の羽田空港国内線ターミナル駅開業20周年を記念して、2100形の塗装を模したラッピング車両が他事業者において運行されている。以下、運行開始順に記す。
  - 大阪モノレール - 2017年10月10日から1000系21編成に実施[108]
  - 沖縄都市モノレール - 2018年2月8日から1000形に実施[109]
  - 長崎電気軌道 - 2018年2月10日から1200A形1203号に実施[110][111]
  - 鹿児島市交通局 - 2018年2月20日から9500形9504号に実施[110][112]
  - 高松琴平電気鉄道 - 2018年4月16日から1080形（元1000形（初代））1083編成に実施[113]
  - 広島電鉄 - 2018年4月23日から3900形3905号に実施[114]
- 同じ立川勇次郎が創業した縁で、2019年に京急開業120周年と養老鉄道全通100周年で相互に連携[115]。

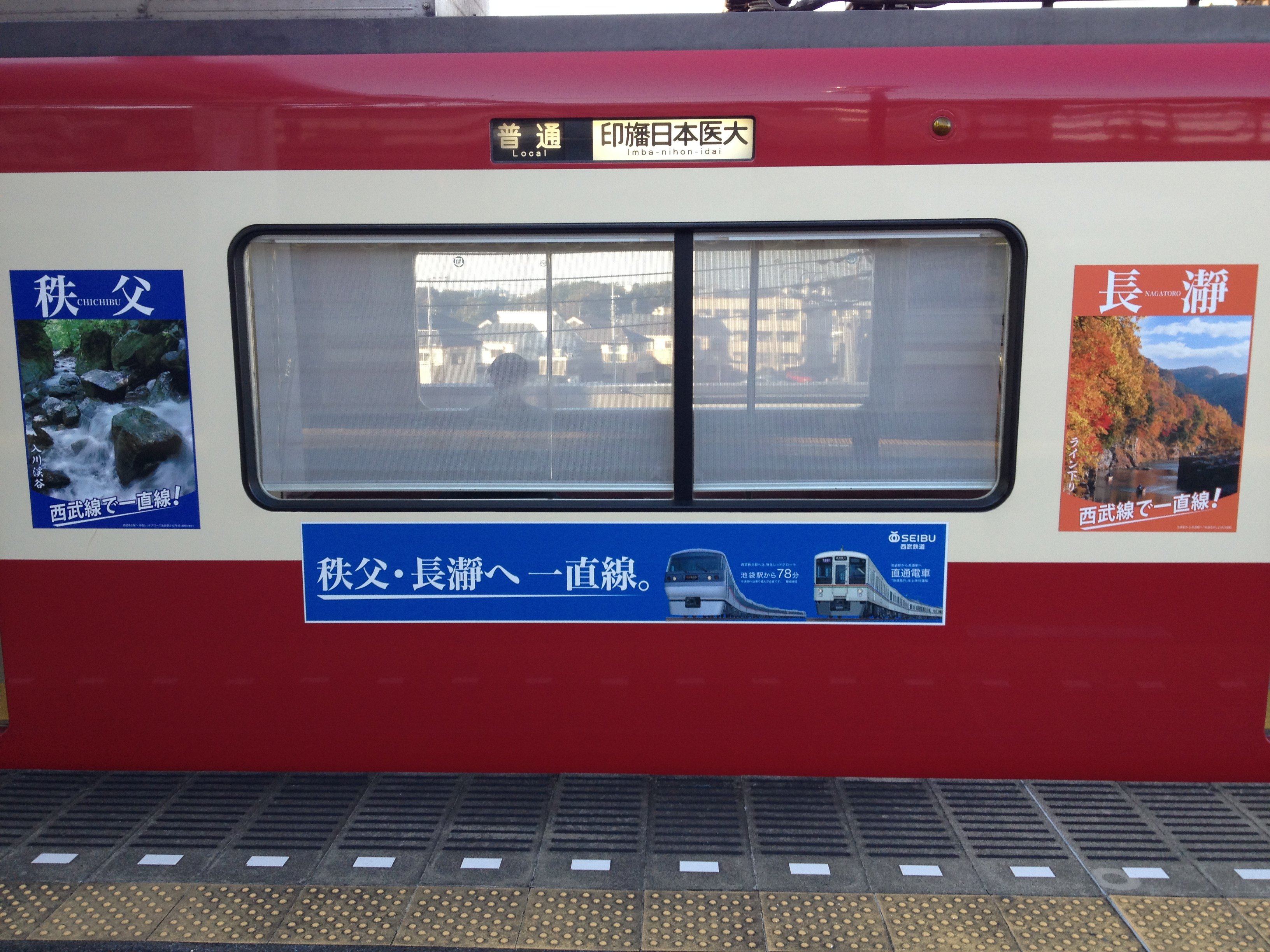
西武鉄道の秩父・長瀞の広告がラッピングされている電車
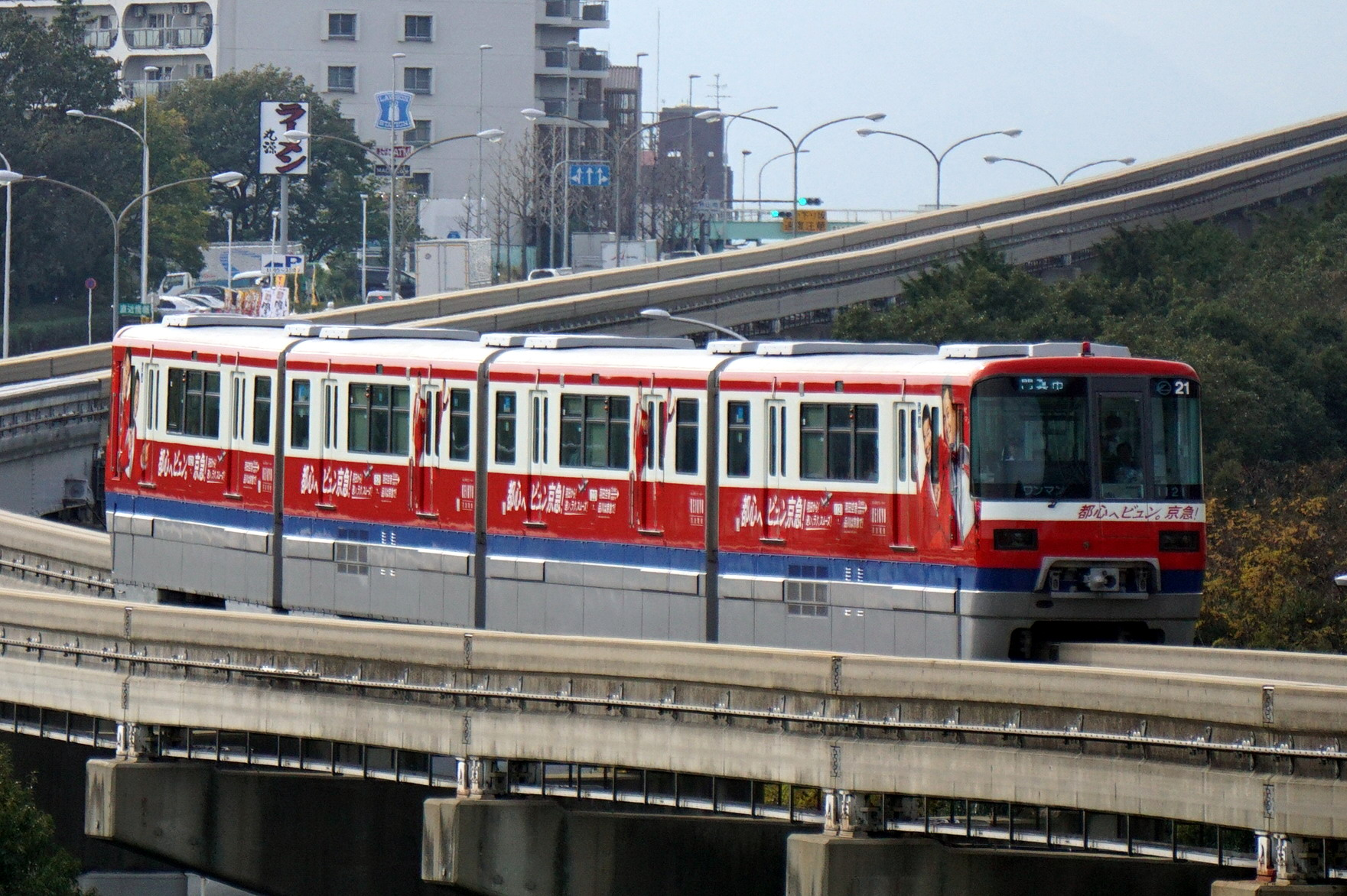
大阪モノレールの京急ラッピング電車（2020年3月までの旧デザイン）
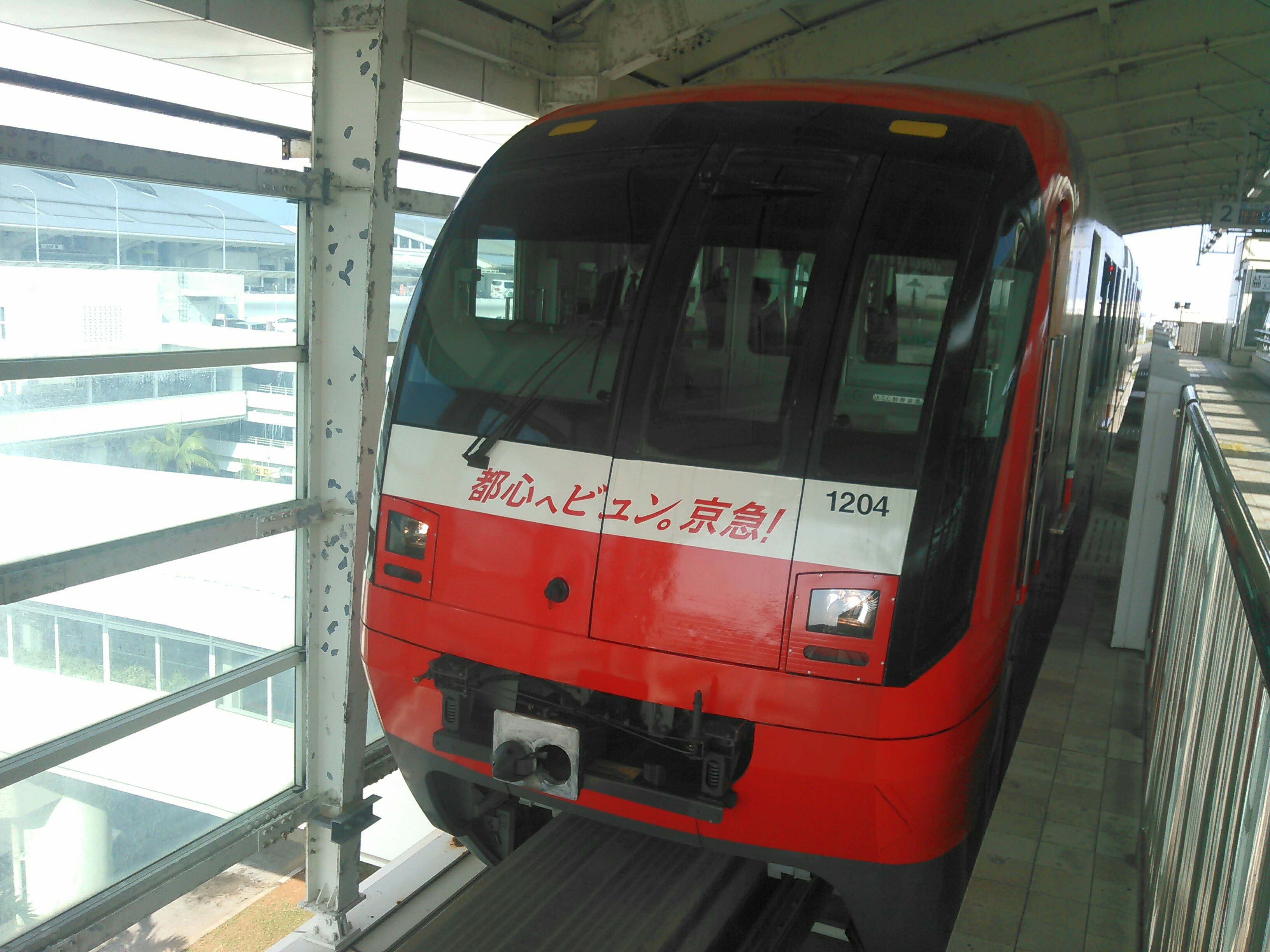
沖縄都市モノレールの京急ラッピング電車
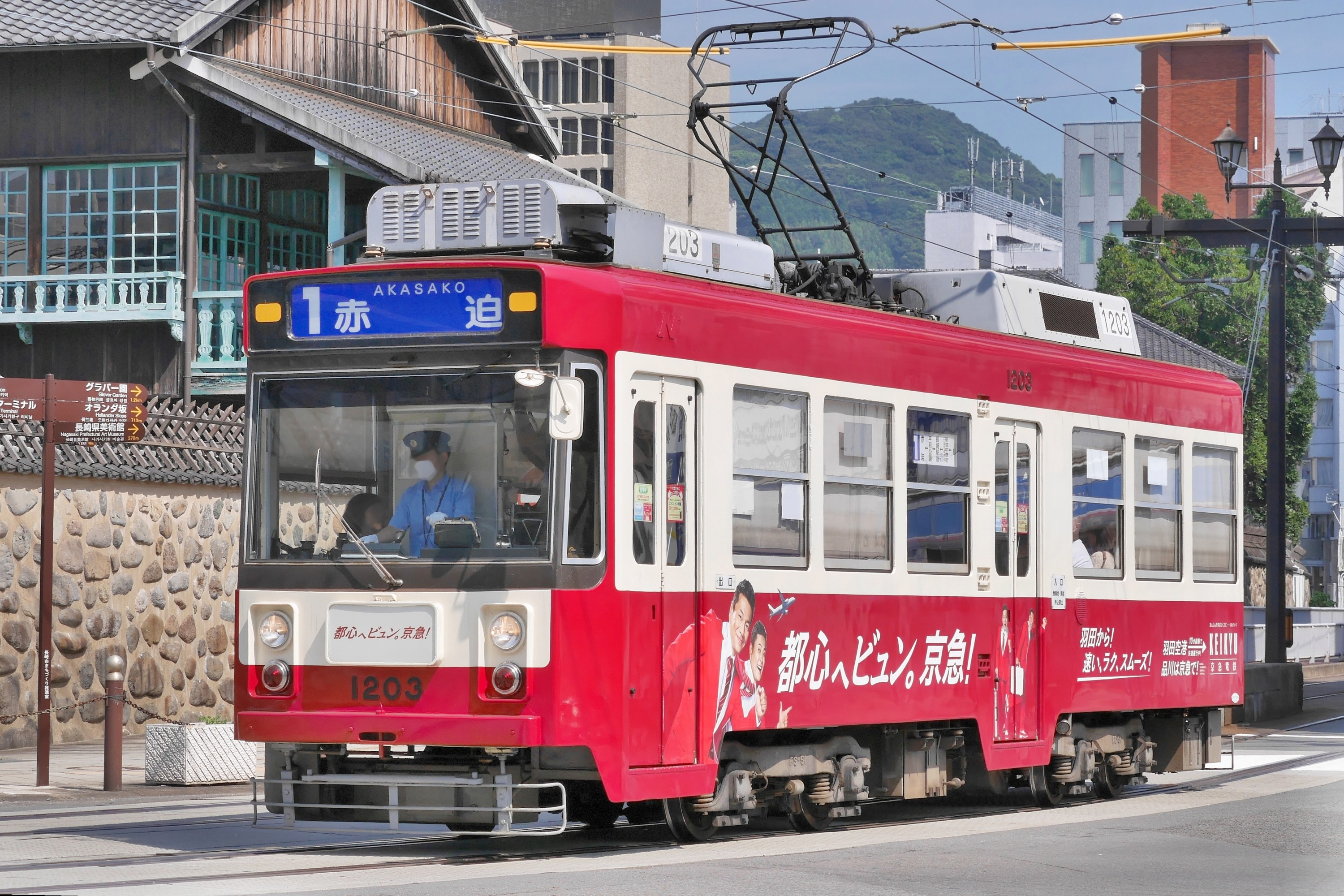
長崎電気軌道の京急ラッピング電車
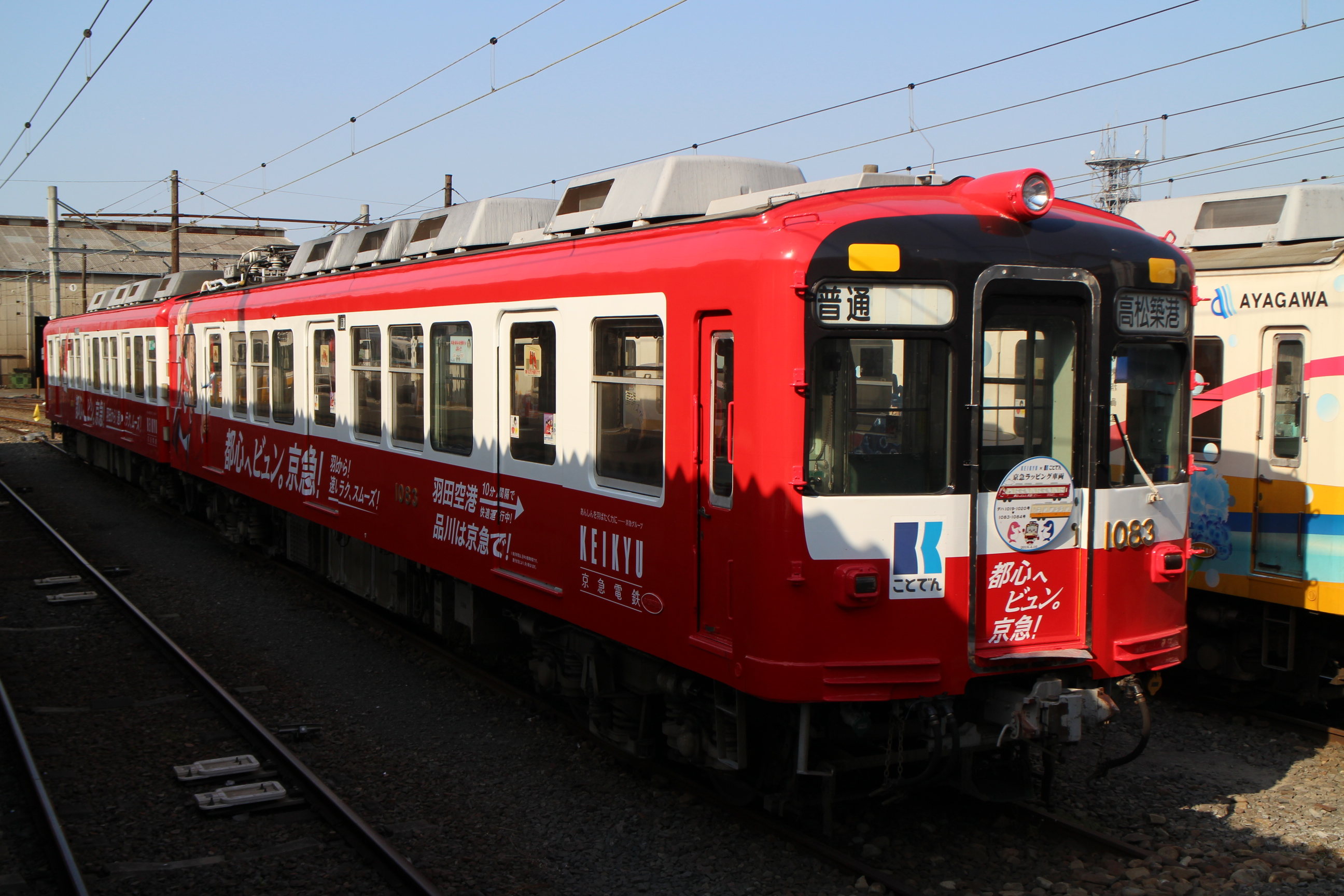
高松琴平電鉄の京急ラッピング電車

### キャラクター
- けいきゅう♪ドレミたん[116]
  - 2009年頃に展開されたキャラクターである。電車を模した箱の中に「萌えキャラ」の女の子が制服姿で乗り、電車の運行業務を行う意匠となっている。愛称の「ドレミたん」は、2100形電車に採用されているドイツ・シーメンス社製GTOサイリスタ素子VVVFインバータ制御装置および主電動機から発する磁励音（通称「ドレミファインバーター」）に由来する。箱のデザインモデルとなる電車は、愛称の由来となった2100形のほか、600形 (KEIKYU BLUE SKYTRAIN) [117]や新1000形（ステンレス車）[118]のバージョンもあった。2009年3月、タイトーが販売するゲームソフト『鉄道ゼミナール -大手私鉄編-』のスピンオフとして公式サイトにアップデートされた「京急検定」に登場したのち、同年11月にリニューアルした公式モバイルサイトなどでも使用された。また、京急系列のホテルでは関連グッズを付属させた宿泊プランの販売も行われた[119]。
- けいきゅん[120][121]
  - 2011年10月に羽田空港国際線ターミナル駅（現：羽田空港第3ターミナル駅）開業1周年となったことを記念して作成されたキャラクターである。「開業1周年記念祭」の告知とあわせて愛称の公募が開始され、同年11月に結果発表し命名された。京急によると、同社の広報活動全般に展開するとしている。

### 協賛番組
現在
- スーパーJチャンネル（日曜版）（テレビ朝日） -　後述の『サンデーステーション』が2020年10月18日に再び21時台に戻る関係で、2020年10月4日から提供。ローカルセールス扱いのスポンサーで、「京急電鉄」の表記。

過去
- クイズ・チェック!NOW（NETテレビ）→1970年代後半-1980年代前半平日夜の天気予報→1980年代後半平日夕方のローカル天気予報→おはようテレビ朝日など歴代のテレビ朝日平日朝ワイド内天気コーナー（テレビ朝日） - NTT東日本と入れ替えに降板。
- 京急ミュージック・トレイン（ラジオ関東→ラジオ日本）
- おしゃべりトマト（テレビ神奈川） - 番組内コーナー「京急情報ステーション」。京急沿線の情報と同社イメージガール（歴任者に武田雅子など）を起用し、沿線で撮影されたイメージビデオを放送。
- 新報道2001（フジテレビ） - 2018年3月25日をもって降板。なお、同番組の最終回は翌週4月1日であった。
- サンデーステーション（テレビ朝日）- 2020年9月27日をもって降板。
- S-PARK（フジテレビ） - 番組終盤のローカルセールス枠のスポンサー（複数社のうちの一つ）で、「京急電鉄」の表記。2024年3月31日をもって、番組終了。

空港線の羽田空港延長後は、地方からの羽田空港到着便利用者を対象として、京急沿線とつながりのない中国地方など遠隔地の放送局の番組に複数社提供社として名を連ねたり、スポットCMを出稿したりした例があり、過去に札幌テレビでは『ズームイン!!朝!』の7時半以降のローカルセールス枠のスポンサー（複数社のうちの一つ）となったことがある。

### その他
- 昭和末期より平成中頃までは日本の鉄道事業者では珍しかったキャンペーンガールを起用していた実績がある（京急キャンペーンガール）。このキャンペーンガールには、原久美子や三井ゆり、山田玲奈など、後に著名となる芸能人を輩出した。
- スタンダード社のカラオケボックス「JOYSOUND品川港南口店」に2017年7月より期間限定で設置された、電車の運転席・客席を模した「京急電鉄カラオケルーム」の監修に協力した[122]。
- 2018年7月30日から9月17日、北斗の拳35周年×京急120周年記念「北斗京急周年のキャンペーン」で京急蒲田駅・上大岡駅・県立大学駅の駅名看板を『北斗の拳』仕様に特別装飾した[123]。

## 関連会社
京急本体やグループ各社と、グループ外企業と連携するオープンイノベーションを推進するため、ベンチャー企業への出資枠を新設した。初年度の2018年度は1億円。

## その他

### 労働環境
2010年代ごろから過酷な労働環境が問題となっている。知人に京急乗務員がいる利用者からは「13連勤手取り14万円電鉄」と揶揄されないような賃金体系と労働環境を確保するようにと国土交通省へ意見が上がっており、それに対して京急では働き方改革等を推進していくとした。